# Historia de Atlético Nacional

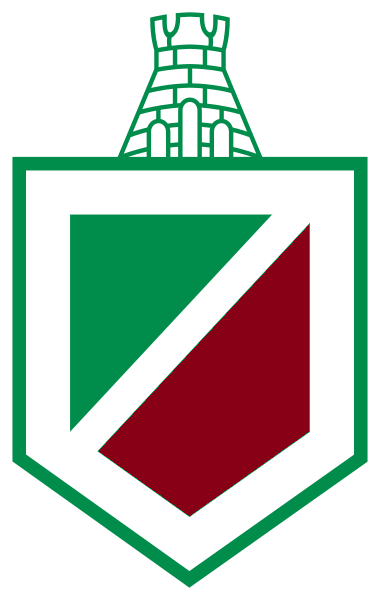
Escudo exhibido por el Club Atlético Municipal para el primer campeonato profesional de fútbol jugado en 1948

El Atlético Nacional fue fundado oficialmente el 30 de abril de 1947, con el nombre de Club Atlético Municipal, por escritura pública n.º 2100 de la ciudad de Medellín y fue uno de los dos equipos aceptados por la Dimayor para que representara al Departamento de Antioquia en el naciente Campeonato Profesional de Fútbol a disputarse en 1948. Desde entonces, el equipo Verdolaga, conocido por apostar a la formación de jugadores colombianos, ha conseguido un total de 36 títulos oficiales, disgregados en dieciocho Ligas Dimayor, siete Copas Colombia, cuatro Superligas (siendo el más laureado en dichas competiciones), dos Copas Libertadores de América, dos Copas Merconorte, dos Copas Interamericanas, y una Recopa Sudamericana. Estos logros le dieron el mote de El Rey de Copas Colombiano.

## Nacimiento y amateurismo
En el barrio Boston, al centro-oriente de Medellín, fue fundado el equipo Unión Foot-Ball Club en 1936 por un grupo de jóvenes que se reunían a jugar fútbol en la cancha conocida como «La manga de Don Pepe»; esta se encontraba en el costado oriental de la vía que en la actualidad es la Carrera 39, entre lo que hoy es el Teatro Pablo Tobón Uribe y la Placita de Flórez. En 1941, el Unión se convirtió en participante de la segunda categoría de la Liga Antioqueña de Fútbol. El equipo fue llevado a la segunda por don Miguel Ortiz Tobón, vicepresidente de la Liga, quien los había visto jugar y quedó impresionado por su calidad.
En septiembre de 1942, el Unión F.B.C, que vestía casaca roja y pantaloneta blanca, ganó el campeonato aficionado de la segunda categoría de la Liga Antioqueña de Fútbol, obteniendo el ascenso a la primera categoría a jugarse en 1943. Sin embargo, el equipo Indulana, también de la segunda categoría y fundado en 1940 por Gabriel Velásquez Restrepo, cuyo nombre era un homenaje al apoyo brindado por Fidel Cano Ortiz, administrador de los Almacenes Indulana (textilera que luego se fusionaría con la confeccionadora Everfit en 1944) y que jugaba con camiseta verde y cortos blancos, consiguió la llegada a su conjunto del mejor jugador del Unión, Rubén Darío "Gago" Gómez para el siguiente año. Gabriel Álvarez, propietario del Unión, decidió contrarrestar esa acción al proponer la fusión de los dos equipos. Ante la necesidad del Unión de ser más fuerte frente a Medellín y Huracán, los equipos más fuertes de la primera, se acordó la fusión, creándose el Unión Indulana F.B.C. en febrero de 1943, cuyos cambios más significativos fueron el traspaso de dos jugadores del Indulana al Unión (Ignacio Escobar y Miguel Álvarez) y la confección de una casaca mitad roja, mitad verde, que representará dicha reunión, mientras que para 1944 ya se haría un uniforme de franela verde y cortos rojos. La fusión duraría hasta 1945, tiempo en el que Unión Indulana tendría una participación destacada en la primera categoría antioqueña (dos cuartos lugares y un tercer lugar). En 1946, Unión F.B.C quedaría quinto en dicho campeonato.
Los principales partidos se jugaron en el campo de fútbol del hipódromo Los Libertadores, donde en la actualidad se ubica el barrio San Joaquín. Los juegos debían realizarse allí, debido a que la ciudad de Medellín no contaba con un estadio.

### Fundación oficial
En 1947 Alberto Lopera, un expresidente de la Liga Antioqueña de fútbol, lideró la fundación de una sociedad comercial destinada a estimular los deportes y establecer el fútbol y el baloncesto profesional en Antioquia. La sociedad inició labores con $50 mil pesos aportados por 500 socios en acciones de $100 pesos cada una, pagaderas en un primer contado de $20 pesos al momento de ingresar a la sociedad y los $80 restantes en un máximo de 12 cuotas mensuales. Así pues, el viernes 7 de marzo de 1947 se consolidó el nacimiento de la nueva institución bajo el nombre de Club Atlético Municipal de Medellín, pero faltaba el acta legal.
La escritura pública de la nueva sociedad se realizó el 30 de abril de 1947 en la notaría primera de Medellín. En el acta de constitución se indicó expresamente que uno de los objetivos de la nueva institución consistiría en «apoyar al deportista local y no solamente en fútbol sino en todos los deportes». De esta forma quedó plasmada claramente la filosofía «criollista» del equipo Verdolaga, de acuerdo al sentir de los fundadores del equipo (Julio Ortiz, Jorge Osorio Cadavid, Jorge Gómez, Arturo Torres, Gilberto Molina, Alberto Eastman, Raúl Zapata Lotero y Luis Alberto Villegas Lopera)
Finalmente, debido a que el nuevo club no contaba con plantel de fútbol propio, se acordó la incorporación de la plantilla del Unión F.B.C. a la nueva institución, junto con la adquisición del cupo de dicho equipo para jugar en la primera categoría de Antioquia y la adopción del uniforme de camiseta verde y pantaloneta roja (aunque con una tonalidad granate o vinotinto), conservada por el Unión a pesar del fin de su relación con Indulana. El Atlético Municipal jugaría de este modo su único campeonato aficionado de fútbol antioqueño de primera categoría antes de afiliarse al profesionalismo y terminaría en el cuarto lugar a nueve puntos del campeón, Huracán.

### Primera nómina
La primera nómina de Atlético Municipal fue la siguiente: Carlos Pulgarín, Jairo Ramírez, Gabriel Osorio, Mario Sánchez, Eduardo «Cuty» Amaya, Gustavo Mesa, Carlos Vivares, León Ortiz, Darío Gómez, Emilio Guerra, Guillermo Echavarría y Uriel Ríos.

### Primeros negocios
Los jugadores antioqueños Carlos Vivares y Emilio Guerra fueron los primeros jugadores comprados por el equipo, con ello se iba formando un equipo que pudiera enfrentarse a cualquier rival. Poco después fue adquirido Emilio «Milo» Alzáte en mil doscientos pesos. Para un partido con América de Río, fue contratado como refuerzo el argentino Germán Antón, «Cabecita de Oro» segundo extranjero en vestir la camisa del equipo, tal como ya había ocurrido con Fernando Paternoster en un partido contra el Sport Boys.

## Inicio del profesionalismo
El 26 de junio de 1948, es fundada en Barranquilla la División Mayor del Fútbol Colombiano (Dimayor), con el objetivo de organizar un torneo de fútbol profesional en el país. En aquella cita asistió, como representante del Municipal, su presidente Jorge Osorio Cadavid. El 3 de julio se realiza la primera reunión de su Consejo Directivo,
en donde se determinaron los 10 primeros equipos que harían parte del primer campeonato profesional de fútbol. Ante el hecho de que Antioquia aportaba 4 equipos (Municipal, Medellín, Huracán y Victoria), el Consejo de la DIMAYOR decidió solo aceptar la inclusión de Municipal y Medellín en el campeonato, en lo que sería considerado un gran logro dirigencial. Esto también implicaba la decisión de abandonar la Liga Antioqueña de fútbol (afiliada a la ADEFÚTBOL y principal opositora de la profesionalización), pasando a prepararse para afrontar el campeonato profesional con una nómina de «puros criollos».
La primera nómina de Atlético Municipal de cara al profesionalismo fue la siguiente: Arqueros: Jairo Ramírez y Juan Rumbo Vidal; Defensas: Gabriel Osorio, Mario León Ortiz, Mario Nimbus Sánchez y José Santamaría; Volantes: Eduardo «Cuty» Amaya, Antonio Medina, Gustavo Mesa, Rafael Serna y Carlos Vivares; Delanteros: Humberto Turrón Álvarez, Emilio Milo Alzate, Antonio Córdoba, Guillermo Echavarría, Emilio Guerra, Jesús María Loco Jaramillo, Manuel Marín, Francisco Muso Montoya, Hernán Muso Montoya, Jairo Navarro, Uriel Ríos, Carlos Pájaro Rodríguez y Roberto Soto.
El domingo 15 de agosto a las once de la mañana jugó su primer partido profesional, y el primer juego del profesionalismo en Colombia, contra la Universidad Nacional de Bogotá en el hipódromo-estadio San Fernando de Itaguí. Municipal formaría con Ramírez; Osorio, Sánchez; Vivares, Serna, Amaya; Guerra, Ríos, Rodríguez, Alzate, Montoya. Durante el partido, Álvarez sustituiría a Montoya y Navarro, a Ríos. El primer gol del campeonato y del fútbol profesional colombiano, fue convertido por Rafael Serna de pena máxima a los 15 minutos del primer tiempo. El partido terminaría 2-0 a favor de Municipal, con el segundo gol anotado por el Pajaro Rodríguez a los 38 minutos.
Al finalizar el primer campeonato en Colombia, casi contra todos los pronósticos el Atlético Municipal terminó en el sexto lugar con 18 unidades, los mismos del América, quinto y a diez del Campeón Santa Fe. Diego Tabares fue el goleador del equipo con 8 goles, el argentino Alfredo Castillo, de Millonarios, fue el goleador del Campeonato con 31 goles. La victoria, más importante, la consiguió en Bogotá a costas de Millonarios, 2-3, ubicado cuarto en el casillero final. El cuadro bogotano, ya contaba con jugadores extranjeros en su nómina.
No obstante a lo anterior, el Atlético Municipal no obtuvo mayor figuración durante los primeros torneos del profesionalismo. Su política de «puros criollos», lo situó en franca desventaja frente al resto de equipos que se habían reforzado con extranjeros de gran categoría. Era la época de El Dorado en la que llegaron a Colombia jugadores de toda América, entre ellos varios que en aquel momento estaban entre los mejores del mundo y quienes se encargaban de llenar las tribunas de espectadores en los partidos de la liga para brindar el respectivo espectáculo. Esto dio como resultado bajos ingresos de taquilla en los partidos del Municipal, con lo cual se debilita su situación financiera al punto de que fueran frecuentes las crisis económicas que amenazaban constantemente con la quiebra y que conllevaban a llamados de emergencia a la industria en Medellín en busca de apoyo.

### Cambio de nombre
En julio de 1950, Fabricato, una de las principales empresas textiles de Medellín, se vinculó al equipo al comprar la mayoría de sus acciones. Tras comprobar que el Municipal tenía una nómina compuesta totalmente por jugadores colombianos, hizo el cambio del nombre del equipo por el de Atlético Nacional, mediante escritura n.º 4718 del 16 de julio de 1950, en Medellín. Esta decisión se tomó teniendo en cuenta que el equipo contaba con jugadores de todo el país y que esta denominación seguía más de cerca el lema adoptado por la institución desde su fundación oficial, «Por encima de todo la defensa y estimulo del jugador nacional» Sin embargo el nuevo nombre no apareció en las planillas oficiales de la Dimayor sino hasta la temporada siguiente. La relación con Fabricato duró hasta noviembre de 1951, pues debido a los pobres resultados y la mala situación económica del equipo, la empresa decidió ceder sus acciones a un grupo aficionados encabezados por el señor Miguel Mesa Acosta.
En el campeonato de 1952 continuó la mala racha deportiva. Debido a la deficiente campaña, el técnico Ricardo «El Ranque» Ruíz fue destituido, y en su lugar fue nombrado el uruguayo José Saule. Al final del torneo, Nacional terminó en la posición doce con 17 puntos, 29 menos que el campeón. Para destacar, aquel sería el último año que el elenco verdolaga hiciera las veces de local en el hipódromo San Fernando.
La ciudad de Medellín por fin tendría un escenario apropiado para el fútbol profesional, con la inauguración del Estadio Atanasio Girardot, el 19 de marzo de 1953. Contaba en ese momento con una capacidad de 33 mil espectadores, 12 mil de ellos en tribuna cubierta. Para la inauguración se programó un cuadrangular junto al Alianza Lima de Perú, el Flamengo de Brasil y el Deportivo Cali. El primer partido en el nuevo estadio fue disputado entre Atlético Nacional y Alianza Lima con un empate 2-2. El otro equipo de la ciudad, el Independiente Medellín, no participó de la inauguración pues para ese momento había desaparecido.
Al inicio de la temporada de 1953, el técnico José Saule planteó la necesidad contratar extranjeros con el fin de lograr resultados positivos. Si bien las directivas eran reacias a incorporar jugadores foráneos, finalmente decidieron cambiar la política criollista; la razón era clara, los jugadores extranjeros atraerían más público, aumentarían las recaudaciones y se aliviaría la situación económica de equipo. De esa manera, en marzo de 1953 llegó el primer extranjero contratado por el equipo verde, el argentino Atilio Miotti. A pesar de que la modificación de la política criollista no era del todo compartida por la hinchada, los resultados mejoraron sustancialmente con la llegada de los foráneos; si bien no ocurrió inmediatamente, pues el equipo ocupó la décima posición.

### 1954: primera estrella
El Pacto de Lima entre la FIFA y la Dimayor, que efectivamente terminó la época de El Dorado, obligaba a los equipos a legalizar sus adquisiciones de futbolistas extranjeros o, de lo contrario, retornarlos a sus clubes de origen. En ese sentido, Nacional sería uno de los primeros equipos que harían dicha legalización lo que, sumado a su ya existente base de jugadores colombianos con recorrido competitivo, le brindaba una ventaja frente a sus rivales quienes, al complicarse la legalización de sus transferencias, luego se vieron obligados a conformar plantillas basadas en sus divisiones menores o en los suplentes de las estrellas de la época. También sería de destacar el hecho de que Nacional, para marzo de 1954, abandonaría totalmente las tonalidades rojas de la pantaloneta y pasaría a portar unos cortos totalmente negros.
La anterior situación se haría patente en el Campeonato colombiano 1954, donde Nacional establecería su supremacía desde el comienzo con una goleada de 8-1 sobre el Unión Magdalena, con Carlos Gambina anotando 5 tantos; y luego logrando victorias contra reconocidos equipos como el Deportivo Cali (2-1 y 4-3), Millonarios (1-1 y 3-2) y Santa Fe, al que le propinaría una histórica derrota por 8-2 en Bogotá, la mayor goleada hecha por los Verdolagas como visitantes en toda la historia (con Turrón Álvarez haciendo una tripleta) y luego lo vencería en Medellín por 2-0. Boca Juniors de Cali fue el único de los "grandes" de la época al que el Siempre Verde no pudo derrotar (2-2 en Cali, 3-4 en Medellín) mientras que, en cuanto a sus dos directos contendientes por el título, Atlético Quindío y Deportivo Independiente Medellín, al primero lo derrotaría en sus dos partidos (1-0 y 2-1) y al segundo le empataría en la primera vuelta por 2-2 y lo derrotaría en la segunda vuelta por 1-0, en la que sería su primera victoria deportiva en el Clásico paisa, ya que su primera victoria en dicho clásico, en 1950, se había dado por reglamento.
La victoria sobre el DIM le permitió al elenco Verdolaga coronarse campeón por primera vez en su historia al sacarle 5 puntos de ventaja al Quindío faltando 2 fechas por disputarse. Al final lograría un registro de 14 victorias, 3 empates y una derrota para obtener 31 de 36 puntos posibles, 6 más que el subcampeón cafetero. Todo bajo la dirección técnica de Fernando Paternoster, quien como jugador fue subcampeón del mundo en la 1930 con la Selección Argentina. En la nómina campeona estarían Humberto «Turrón» Álvarez, el primer gran ídolo de la hinchada Verdolaga, Hernán Escobar Echeverry e Ignacio Calle, los arqueros Julio «Chonto» Gaviria y Gabriel Mejía; el uruguayo Julio Ulises Terra y los argentinos Atilio Miotti, Miguel Juan Zazini, Nicolás Gianastasio y Carlos Gambina. Este último fue el goleador del campeonato con 21 tantos. Nacional daría la vuelta olímpica en la ciudad de Palmira tras vencer en el último partido del campeonato al América por 6-2, el 10 de octubre. Las celebraciones se extenderían por varios días en Medellín.

### Primera gira internacional
En vista del alto costo de la nómina y la calidad de jugadores, más la contratación de Julio Ulises Terra, Carlos Gambina y Nicolás Gianastasio, participó de una serie partidos en Haití y Curazao. Los resultados: En Puerto Príncipe jugó tres partidos con el seleccionado de Haití: 10 de diciembre ganó 3-2, el 12 lo hizo de nuevo por 4-1 y el 14, 2-1. En Curazao realizó tres partidos con la Selección, en los dos primeros lo derrotó 3-2 y en la revancha el 21, empataron 1-1. El último partido fue la única derrota de Nacional 2-0 ante el Wacker de Viena. Fue bueno el balance de cuatro victorias, un empate y una sola derrota.

### La Natillera
En 1955 consiguió el subcampeonato a cinco puntos del Independiente Medellín, campeón con 44 unidades. No obstante, a pesar de la figuración y los buenos resultados, la situación económica cada día se puso peor por la reiterada ausencia del público en los estadios. El temor por la desaparición del equipo, como ya había pasado con otros, era muy preocupante. Un auténtico movimiento cívico se gestó en la capital de Antioquia para evitar la extinción del primer Campeón del Fútbol Profesional que tuvo el departamento.
En 1956 obtuvo la novena casilla entre 13 equipos con 20 puntos. Quindío, el campeón contabilizó 37. Felipe Marino, que en 1955 había sido el goleador del Campeonato, esta vez, jugando para el Atlético Nacional ocupó el tercer lugar después de Jaime «Manco» Gutiérrez, del Quindío y José Vicente Grecco del DIM. El campeonato ya había comenzado y la Dimayor como caso excepcional, permitió la inscripción extemporánea. Atlético Nacional, superada esta dificultad, comenzó el campeonato en la cuarta fecha en Bucaramanga contra el Atlético Bucaramanga. Nacional ganó el domingo 27 de mayo 0-2 en ese traumático inicio de campeonato. Por otra parte, durante los partidos amistosos de 1956 (entre enero y abril), Nacional aún empleaba la pantaloneta negra. Pero en mayo, tras superar la crisis económica, Nacional reapareció con una nueva pantaloneta de color blanca. De esa forma sus colores quedaron asociados a los de la bandera antioqueña que está compuesta por los colores blanco y verde.
En 1957 Nacional cumplió una campaña para el olvido. Los extranjeros no cumplieron las expectativas y la falta de recursos económicos impedía consolidar la nómina y la campaña, por lo que el equipo terminó en la décima posición. Los malos resultados deportivos de aquel año se convirtieron en malos resultados económicos al inicio del siguiente, y el verde se vería nuevamente al borde de la desaparición. A finales de marzo de 1958, cuando ya era un hecho confirmado que el Independiente Medellín desaparecía una vez más, Nacional hacía una declaración similar en la que informaba de su liquidación y en la que sólo se le renovaría el contrato a cinco jugadores, dejando al resto en libertad de escoger donde jugar ese año. Sin embargo, algunos jugadores verdolagas, liderados por Humberto «Turrón» Álvarez, Hernán El Burro Escobar Echeverry, Ignacio El Loco Calle y Ricardo El Tanque Ruíz, idearon una forma de participar en el Campeonato colombiano 1958: Se asociaron en forma de las denominadas Natilleras, práctica habitual en los barrios de Antioquia que consiste en un grupo de personas que aportan dinero con el fin de lograr un objetivo común. Para ello, hablaron con los liquidadores del equipo, Francisco Robles y Antonio Patiño Vinasco, con el fin de que este último, gracias a su relación con las directivas de la DIMAYOR, mantuviera los derechos de participación (o ficha) del Atlético Nacional y, así, que la natillera pudiera disputar el torneo profesional de fútbol.
En consecuencia, se firmó un contrato de arrendamiento entre los participantes de la natillera y los liquidadores del Atlético Nacional: los jugadores recibirían el dinero de las taquillas, de allí pagaban los gastos del alquiler del estadio y del arriendo a los liquidadores del equipo verdolaga y se repartían lo que quedaba. Si el anterior ejercicio arrojaba pérdidas, en cambio, todos los jugadores del plantel aportaban de su propio dinero para cubrirlas. Los liquidadores, por su parte, usaban el dinero recibido del arriendo para saldar las deudas con los acreedores y para pagar el uso de la ficha ante la DIMAYOR. Puesto que los jugadores extranjeros eran demasiado costosos, sólo futbolistas colombianos hicieron parte de la natillera; entre ellos se encontraban cuatro jugadores del desaparecido Independiente Medellín. Así pues, como en sus inicios, Nacional volvió a contar con una nómina de puros criollos. En mayo, el elenco verdolaga inició su participación en el campeonato bajo el nombre extraoficial de «Independiente Nacional», denominación adoptada por los jugadores para declarar que no solo era un equipo compuesto únicamente de jugadores colombianos sino que estos actuaban de forma "independiente" al sistema vigente en el fútbol colombiano, en el que los equipos no tenían problema en garantizar la titularidad de los jugadores extranjeros en los partidos en detrimento de los futbolistas nacionales. En aquel torneo de 1958, el Atlético Nacional / Independiente Nacional cumplió una buena presentación: ocupó el quinto lugar y durante gran parte del campeonato estuvo de segundo y peleando la punta.
Para 1959, el Atlético Nacional / Independiente Nacional continuó funcionando con el esquema de la natillera y volvió a cumplir una participación meritoria en la quinta posición, aunque el equipo estuvo más lejos del primer lugar que el año anterior. El único hecho para destacar de aquella campaña sucedió el 4 de julio de 1959 cuando Nacional le propinó una goleada a su rival de patio (que había reaparecido ese mismo año) por marcador de 7-2. Tal resultado constituye la mayor goleada de la historia en los clásicos regionales. Originalmente, se esperaba que la natillera continuara operando para el campeonato profesional de 1960, pero el descalabro financiero sufrido en el internacional de amistosos disputado en Medellín a principios de ese año, con la participación de los equipos Huracán de Argentina, Sao Paulo de Brasil y el Deportivo Independiente Medellín, llevó a la desintegración del plantel de jugadores que sostenían el proyecto, destacando la partida del "Turrón" Álvarez al Deportivo Cali. Esto, a su vez, puso en evidencia, ante la prensa y el público en general, el arreglo pactado entre los jugadores de la natillera y los liquidadores del equipo quienes, a su vez, habían mantenido pausada la liquidación del Atlético Nacional durante 2 años, en franca violación a los estatutos de la DIMAYOR. Por ende, el ente organizador del fútbol profesional colombiano exigió al conjunto verdolaga una solución a las irregularidades antes del inicio del torneo, so pena de ser desafiliados y reemplazados por el naciente conjunto Once Caldas de Manizales. En respuesta, los dirigentes hicieron la liquidación final de la sociedad anónima; crearon una sociedad limitada con el mismo nombre que procedió a adquirir las acciones de la sociedad liquidada y, así, absorberla dentro de la nueva entidad (en una maniobra legal luego conocida como fusión impropia); nombraron como presidente al señor Rafael Uribe Restrepo; y reportaron a la DIMAYOR la nómina de jugadores contratados y listos para afrontar la nueva competición.

## Década del sesenta
Los años 60 se caracterizaron por la falta de logros deportivos; si bien, continuaron con la nómina de puros criollos, ese año y el siguiente (60 y 61) el equipo terminó en la cola del campeonato. Ante ese panorama se decidió terminar con la segunda época de criollismo. A finales de 1961 ingresó Hernán Botero Moreno como accionista del Atlético Nacional. Pronto se convertiría en presidente y se mantendría vinculado a la institución durante veintidós años.
Durante 1962 y 1963, los resultados continuaron siendo negativos, aún a pesar de la contratación de extranjeros. Prueba de la crisis son los cuatro técnicos que Nacional tuvo durante ese corto lapso, (José Etchegoyen, René Seghini, Julio Tóker, y Julio «Chonto» Gaviria) quienes no pudieron revertir los resultados y en cambio salían debido al bajo rendimiento del equipo. Lo poco para rescatar, la contratación en 1962 del argentino Eduardo Balassanián, gran atacante que con sus goles brilló en un equipo opaco.
En 1964 el argentino, Juan Urriolabeitia que había llegado el año anterior junto con Balassanián y otros compatriotas suyos, se convirtió en técnico y jugador al mismo tiempo. Urriolabeitia mantuvo el doble cargo hasta mitad de año cuando se contrató al uruguayo Juan Eduardo Hohberg, quien también se desempeñaría como jugador y técnico a la vez. Si bien los resultados no fueron tan desastrosos como los años anteriores, el equipo tan sólo pudo terminar ubicado en mitad de tabla. De lo destacable, la regularidad de Balassanián que continuó haciendo goles, y el marcador de punta nacido en Sopetrán (Antioquia), Cristóbal Yotagrí, quien se destacó como uno de los mejores jugadores del campeonato.
En 1965 se cumplió la única actuación destacada de la década al obtener el subcampeonato a tan sólo dos puntos del primer lugar. En aquella época el campeonato –que duraba todo el año– estaba dividido en dos torneos, Apertura y Finalización, cada torneo consistía en dos vueltas de todos contra todos (en condición de local y visitante). Nacional tenía la intención de acabar con diez años sin ganar un campeonato, y para ello trajo refuerzos de categoría. De la Argentina, Hernán Botero (que ya era presidente) contrató a Juan Carlos Baiolli y un trío de volantes que después serían conocidos como los «Óscares»; Óscar López, Óscar Romero y el creador, Óscar «El Coco» Rossi, quien había jugado para la selección de su país en el mundial de Chile 1962. Junto con ellos el presidente contrató al arquero Luis Largacha, al paraguayo Onofre Benítez, a los argentinos (que ya jugaban en Colombia) Eugenio Casalli y Oswaldo Sierra. El plantel lo completaban el central Julio Edgar «Chonto Jr.» Gaviria (hijo del arquero campeón del 54, Julio Gaviria); Eduardo Balassanián, José «Pepillo» Marín y Héctor Lombana. Como director técnico, fue ratificado Juan Eduardo Hohberg. El torneo comenzó bien y así continuó. Durante todo el campeonato el elenco verdolaga no sólo mantuvo su regularidad, sino que lo hacía exhibiendo un fútbol vistoso. Además de Nacional, el otro pretendiente a la corona era el Deportivo Cali. Puede decirse que el Deportivo Cali ganó el título en los enfrentamientos directos entre ambos. Ante todos los otros rivales, el equipo verdolaga acumuló dos puntos más que el conjunto azucarero, pero ante su rival directo, Nacional sólo ganó uno de los cuatro partidos que disputaron a lo largo del año. El partido decisivo entre ambos se jugó en el estadio Pascual Guerrero faltando nueve fechas para la terminación del campeonato; fue victoria del local por 1-0 y a pesar del acoso del verde, el equipo caleño pudo conservar la punta.
En 1966, tras la buena actuación del año anterior, las expectativas eran grandes, como también fue la inversión de los dirigentes para armar una nómina competitiva. Llegaron jugadores consagrados como Luis Pentrelli, Perfecto Rodríguez, Ricardo Ramaciotti y Oswaldo Vega (quien llegó en reemplazo de Balassanián, que se marchó a mitad del Apertura). Junto a ellos Óscar Romero y «Pepillo» Marín, quienes continuaron en el plantel. No se pudo retener al «Coco» Rossi debido a sus altas pretensiones económicas. No obstante, el equipo nunca tuvo buenos resultados y terminó ocupando la posición 12.
A principios de 1967 fue nombrado como técnico el argentino Aristóbulo Deambrossi, en reemplazo de Juan Eduardo Hohberg. El nuevo técnico era una contratación costosa, pero el equipo sólo respondió durante el torneo Apertura; a partir de agosto se derrumbó y terminó en el lote de retaguardia.
En junio de 1968 comenzó una tercera y corta etapa de criollismo que duró hasta mayo del año siguiente. Los criollos arrancaron bien, con buenos resultados y gran preparación física —algo que en aquel entonces no se trabajaba en todos los equipos—. Sin embargo, tras la salida del arquero Luis Largacha por indisciplina (que en ese momento era considerado el mejor arquero colombiano), el plantel se sumió en una crisis interna que repercutió en los resultados deportivos; se cayó del lote de los punteros y al final del año ocuparía la novena posición.
En el campeonato de 1969 Nacional arrancó con puros criollos, pero al finalizar el torneo Apertura se encontraba en la última posición. Por ello se decidió contratar nuevamente extranjeros. Esta vez llegaron cuatro brasileños que no marcaron diferencia en la campaña verdolaga. El equipo terminó en la décima posición; nuevamente en la parte baja de la tabla.

## Década del setenta
Si bien, en la década del sesenta el Atlético Nacional acumuló varias decepciones y pocos éxitos, durante la década del setenta se empezó a escribir una historia distinta. Lentamente fue desapareciendo la hegemonía de los equipos bogotanos en el fútbol colombiano. El verde inició un crecimiento vertiginoso que lo convirtió en uno de los equipos más grandes de Colombia y en el conjunto colombiano con más títulos internacionales.
El primer año de la década empezó de forma prometedora, el conjunto verdolaga inició en la baraja de candidatos, jugaba bien y obtenía resultados positivos. Sin embargo en la cuarta fecha del torneo Finalización cayó en un bache deportivo y pasó 18 fechas sin ganar (mayor cantidad de juegos sin victorias del verde). Ese periodo llevó a que el técnico Bernardo «Cunda» Valencia fuese sustituido por el argentino José Curti. Para destacar, en marzo de aquel año se incorporó el argentino Jorge Hugo «La Chancha» Fernández, quien fue considerado la mejor contratación del año y posteriormente se inscribiría en la lista de ídolos verdolagas.

### Subtítulo de 1971
En 1971 se produjo el quiebre en la historia de Nacional. Desde aquel año el equipo verde se acostumbró a pelear la punta y a ganar títulos. Hernán Botero trajo de Argentina a Óscar Calics, Tito Manuel Gómez y al arquero Raúl Navarro; los dos últimos —se suponía— sólo venían a disputar la temporada de amistosos internacionales de diciembre de 1970 y enero de 1971, sin embargo, permanecieron en el equipo por varios años y dejaron su huella en la historia verdolaga. La nómina del 71 la completaban, entre otros, Gerardo «El Alemán» Moncada, Teófilo Campáz, Gilberto Osorio, Gustavo Santa, Javier Tamayo, Hugo Gallego, Juan Carlos Lallana y Hernando Piñeros.
 El campeonato continuó jugándose en dos torneos, Apertura y Finalización, pero ahora se estableció que los dos primeros de cada torneo, clasificarían a un cuadrangular final, en el cual se definiría al campeón. El verde fue el ganador del torneo Apertura y de esa forma se aseguró su presencia en el cuadrangular definitivo de final de año. El clásico antioqueño no pudo disputarse en aquella temporada debido a que el Independiente Medellín había desaparecido una vez más. Durante el Finalización, el elenco verdolaga continúo con su regularidad, y terminó en la tercera posición. El cuadrangular final se disputó entre Nacional, Millonarios F. C., Independiente Santa Fe y Deportivo Cali; al final del mismo Nacional empató en puntos con Santa Fe luego de vencer a Millonarios en El Campín y de paso quitarle la opción de ser campeón en su propia casa. El reglamento de la época dictaba que el desempate debía resolverse con enfrentamientos directos entre los dos punteros (Nacional y Santa Fe). El primer partido disputado en el Atanasio Girardot terminó 0-0 y el marcador se repitió en el Campín, por lo tanto, el título tendría que definirse en cancha neutral. El partido definitivo se disputó en el estadio Pascual Guerrero de Cali; el conjunto bogotano empezó ganando dos a cero, Nacional reaccionó en el segundo tiempo y empató el compromiso, pero a nueve minutos del final, los rojos consiguieron el gol decisivo. Nacional dejó todo en la cancha y a pesar de la derrota, salió más ovacionado que su rival.
En 1972 Nacional se mantuvo en el lote de punta, pero a final del año sufrió un bajón en su rendimiento y quedó sin oportunidad de pelear el título. En gran medida, el bajonazo se produjo a causa de las lesiones de Tito Manuel Gómez y de Jorge Hugo Fernández (producidas por las violentas entradas recibidas por sus adversarios). Nacional acabó por fuera de la final y debido a esto, la junta directiva pidió un cambio en la dirección técnica; a pesar de la negativa del presidente Botero, en diciembre de 1972 José Curti fue destituido y en su lugar llegó Vladimir Popović. Además, se produjo el debut en la Copa Libertadores de América; de aquel debut se rescata un valioso empate conseguido en el Atanasio Girardot frente al Independiente de Avellaneda, a la postre campeón. Nacional inició ganando el juego con gol de Hernando Piñeros en el segundo tiempo, pero el visitante logró rescatar un empate a cinco minutos del final.

### Segunda estrella
En el campeonato de 1973 el club consiguió su segundo título local, en el torneo Apertura terminó en el tercer lugar con 31 puntos y ganó el Finalización con 34 puntos. En la instancia final, quedó primero con 6 puntos, enfrentando a Millonarios F. C. y Deportivo Cali, derrotándolos para así obtener su segundo título. El director técnico de aquel equipo fue el paraguayo César López Fretes. En el partido decisivo, Nacional venció 0-1 al Deportivo Cali en el Estadio Pascual Guerrero, dando por primera y única vez, hasta el momento, una vuelta olímpica en dicho estadio, por torneo colombiano.
En 1974 consiguió el subcampeonato, detrás del Deportivo Cali, clasificando a la Copa Libertadores de 1975.
En 1975, terminó en el puesto 11. En la Copa Libertadores logró quitarle un invicto de local al Cruzeiro E. C., (más de año y medio sin perder con equipos brasileños y ni una sola derrota en su patio contra equipos extranjeros), ganándole 3-2, con goles de Campáz y Londero, en lo que se convirtió en la primera victoria de un equipo colombiano jugando en Brasil. Esa hazaña quedó como la más grande del club por años.

## La era Zubeldía (1976-1981)

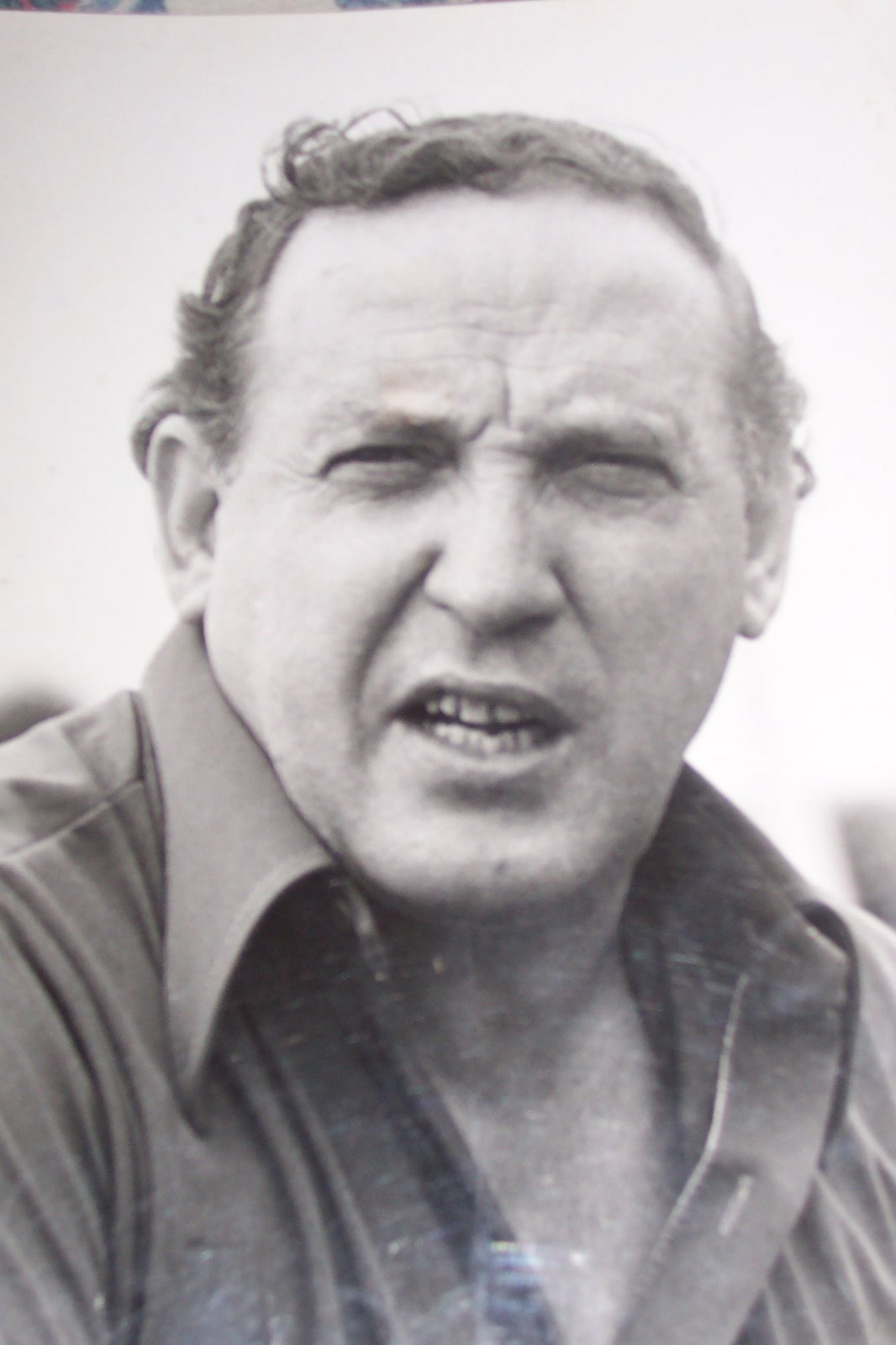
Osvaldo Zubeldía, ganó 2 títulos con Nacional, 1976 y 1981. Técnico histórico del club.

Con la salida del técnico Curti, el presidente del equipo verde, Hernán Botero, entró en el dilema de conseguir un buen técnico, que fuera la punta de lanza para ir por la estrella. Además de costoso iba a ser difícil conseguir uno disponible a mitad de año. Pero lo logró, el 22 de julio de 1976 confirmó la llegada de Osvaldo Zubeldía, técnico argentino con un impresionante palmarés, con Estudiantes de la Plata. Llegó acompañado de Ramón César Bóveda y Eduardo Raschetti. De igual manera se confirmó la llegada de Eduardo Emilio Vilarete, de quien se habían comprado sus derechos deportivos. A su llegada empezó a trabajar en jugadas de laboratorio, ensayo del tiro de esquina al primer palo con cabezazo hacia atrás. El 12 de agosto de 1976, debutó con un triunfo ante Millonarios F. C..
Le dio la oportunidad a jugadores que mostraban condiciones, algunos ya habían debutado y les dio la oportunidad de que siguieran; otros no respondieron y desaparecieron, pero no por falta de oportunidades. Algunos de los jugadores que surgieron de la mano de Zubeldia fueron: Hernán Darío Herrera, Pedro Sarmiento, Víctor Luna, Norberto Peluffo, Gabriel Jaime Gómez, entre otros. A esta camada de jugadores se le conoció como el “Kínder” de Zubeldía.

En 1981 contaba en una entrevista a la revista El Gráfico:

«Revolucioné el fútbol colombiano porque acabé con la siesta. Acabé con los desayunos fuertes y los almuerzos prolongados. ¡A la cancha! A trabajar mañana y tarde».

### Tercera estrella
En inicio de 1976] fue un primer semestre irregular donde se perdieron partidos que parecían estar seguros. Esto produjo la salida del técnico José Curti y la llegada de Zubeldía. En el segundo semestre, terminó con 26 puntos, clasificando al hexagonal. En el hexagonal debió enfrentar al Deportes Quindío, Deportivo Cali, Millonarios F. C., Junior y Once Caldas, Nacional fue el mejor con 14 puntos, lo que le dio la tercera estrella ante el Once Caldas (0-2) en Manizales en un final vibrante donde Millonarios, quien tenía la mejor opción, cayó sorpresivamente ante el último, Deportes Quindío, con esto Nacional venció para quitarle el título a Millonarios y lograr su tercera corona. Fue un gran año en el fútbol y en lo institucional; la Gobernación de Antioquia lo condecoró la Condecoración Estrella de Antioquia en la categoría de Oro, el más alto y honroso reconocimiento que realiza el Departamento.
El torneo Apertura de la Dimayor de 1977 comenzó el 27 de febrero, donde terminó sexto. El Finalización comenzó el 20 de julio, donde clasificó tercero al hexagonal final. Al final terminó en el cuarto puesto y Junior obtuvo su primera estrella. En la Copa Libertadores debutó el 27 de abril con derrota 0-3 frente al Deportivo Cali en Medellín. Los siguientes rivales fueron Oriente Petrolero y Bolívar, donde terminó en el último lugar del grupo. Este año el equipo de Zubeldía no estuvo a la altura de lo esperado.
En el campeonato de 1978, ganó el torneo apertura con 37 puntos y en el Finalización ocupó el tercer lugar del grupo A, clasificando al cuadrangular semifinal, donde ocupó el primer lugar. Ya en el cuadrangular final finalizó en el tercer lugar, el cual fue ganado por Millonarios, coronándose como campeón de ese año.
En 1979, lo único rescatable en el primer semestre fue el triunfo frente al Cosmos de Nueva York, 2-0, jugado el 18 de marzo en Medellín y en el segundo semestre el arribo del peruano César Cueto.
En 1980 finalizó en el cuarto puesto del cuadrangular final. El campeón fue el Junior de Barranquilla.

### Cuarta estrella
El prestigio de Zubeldia, aunque seguía intacto, comenzaba a resentirse un poco, pues ya llevaba varios años sin conseguir buenos resultados. Por eso lanzó públicamente la frase: «Dejo a Nacional arriba y me voy». En 1981, en el Apertura quedó tercero con 33 puntos, detrás de América de Cali y Millonarios F. C.. En el Finalización, quedó en el cuarto lugar con 21 puntos, pero se clasificó a los cuadrangulares semifinales, quedando en el segundo lugar con 7 puntos, clasificándose al cuadrangular final, donde le correspondió enfrentar a Deportes Tolima, América y Junior. En el último encuentro que definía el título frente al América, un gol del delantero verdolaga, Pedro Juan Ibargüen y un penal sancionado a favor de Nacional en los últimos minutos, hicieron que el América se retirara del terreno de juego antes de terminar el partido, dando como campeón al conjunto verde ese año. El peruano César Cueto fue la gran figura del equipo con 17 goles y al igual que en 1976 el técnico campeón fue el argentino Osvaldo Juan Zubeldía.

### Muerte de Zubeldía
El 17 de enero de 1982 murió Oswaldo Juan Zubeldía, a causa de un infarto, cuando se disponía a sellar un boleto de apuestas hípicas, su otra pasión. Las manifestaciones de duelo en Medellín no se hicieron esperar. Fue el adiós a un hombre que entró en el corazón de la fanaticada.

## Etapa de reestructuración (1982-1986)
El campeonato de 1982 comenzó el 18 de febrero con triunfo verde sobre el Cúcuta Deportivo en el General Santander. El segundo partido fue el clásico paisa, logrando un triunfo 3-1. Al final del Apertura terminó en el cuarto puesto. En el torneo Finalización, el equipo clasificó al octogonal final. Arrancó con empate a 1 frente al Deportivo Cali, triunfo ante el Junior en Medellín, derrota ante el Deportes Tolima en Ibagué y triunfo ante América de Cali en Medellín. De ahí en adelante perdió 3-2 con Deportivo Pereira y cayó con el DIM 2-1 y no se volvió a recuperar, ocupando el sexto lugar. El título de ese año lo ganó América de Cali. Por el lado de la Copa Libertadores, las cosas no salieron bien. Conformaba el grupo 3 con Deportes Tolima, Deportivo Táchira y Estudiantes de Mérida, ambos venezolanos. Perdió el primer partido 3-0 en el Atanasio Girardot, ganó 1-3 ante Estudiantes de Mérida en Venezuela y empató 0-0 con el Deportivo Táchira en San Cristóbal. Los partidos de vuelta en Medellín, fueron con resultados positivos para Nacional, 2-0 contra Estudiantes y 1-0 contra Deportivo Táchira. A pesar de haber conseguido más puntos que el Tolima frente a los venezolanos, Nacional se quedó por fuera, pues tenía que derrotar al Tolima en El Campín de Bogotá (debido a la caída de una parte de la tribuna que dejó 17 muertos en el estadio de Ibagué, en la semifinal de 1981). El partido terminó 0-0.
En 1983, con nuevos dueños (Hernán Botero había vendido su paquete accionario a los hermanos Piedrahíta) y con nuevo gerente, Antonio Roldan Betancur, el equipo tuvo un cambio estructural que buscaba seguir fortaleciendo las divisiones inferiores. Roldan Betancur cumplió una muy buena gestión y también ocupó las funciones de presidente del equipo. Con todo esto, fue presentado el uruguayo Luis Cubilla como técnico. También fue inaugurada, el 6 de abril, la Escuela de Fútbol de Nacional, a la cabeza de Francisco Maturana. Para esos días también se confirmaba el fichaje de Aparecido Donisette de Oliveira, «Sapuca» y la llegada del argentino José Luis Brown de Estudiantes de la Plata. Respecto al campeonato local, en el torneo Apertura, las cosas no salieron muy bien, pero en el segundo semestre las cosas cambiaron radicalmente y el equipo clasificó sobrado al octogonal. El torneo comenzó con un 2-1 a Millonarios F. C. en Medellín, 2-2 con Deportivo Cali en el Pascual Guerrero, 0-0 con Once Caldas en Medellín, 0-0 con el DIM, 3-2 a Santa Fe como local, 1-1 con América de Cali, pero llegó la debacle, perdió 0-1 con Junior en Medellín, siguió una derrota en Bogotá con Millonarios F. C. por 2-1, le ganó 2-0 al Deportivo Cali en Medellín y también 2-0 a Once Caldas en Manizales. Seguía el clásico con el DIM, pero apenas pudo empatar, logró un triunfo frente a Santa Fe 3-2 en El Campín y le ganó al América de Cali como local 1-0. Para la última fecha, América tenía la primera opción, si ganaba era el campeón, si empataba también, pero siempre y cuando Nacional y Junior empataran en Barranquilla. Nacional se fue adelante y era campeón, pero las cosas cambiaron, Junior empató y América empataba 1-1 con Millonarios. América logró su segunda estrella consecutiva y Junior el segundo puesto. Nacional ocupó el tercer lugar.
El 4 de enero de 1984, se confirmó la llegada del técnico Gilberto Osorio, quien provenía del Pereira. Osorio había hecho parte de la nómina verdolaga en la época de 1959 a 1973. Después de la pretemporada en Cartagena, Nacional confirmó la llegada del marcador de punta izquierdo León Villa, quien venia del DIM. Hernán Darío Herrera estaba a punto de recuperarse y el equipo afrontaba otra temporada con la mente puesta en el título, o por lo menos el cupo a la Libertadores de 1985. En abril se confirmó la llegada del quinto extranjero del equipo, el brasileño Jorge de Souza, «Didi», quien cumpliría su segunda temporada en Nacional (había estado en 1982). Hernán Darío Herrera reaparecía el 15 de abril frente al Deportivo Pereira en Medellín (1-1). Marcó gol y fue la figura de la cancha. El equipo mostró un juego muy vistoso durante todo el año y logró el segundo puesto en la reclasificación, detrás de América de Cali. Entró como candidato en el octogonal, pero no lo acompañaron los resultados, terminó séptimo, sólo delante del Unión Magdalena. Este debacle acabó con la carrera como técnico de Gilberto Osorio. Además, en ese octogonal hubo un lío entre jugadores y directivos por los premios, lo que ocasionó que el grupo se le saliera de las manos a Osorio. América de Cali se quedó con la estrella ese año y se perfilaba como uno de los grandes del continente. Los seguidores verdolagas seguían esperando.
Las temporadas de 1985 y 1986 le reportaron el sexto puesto a Nacional. Ya no existían las nóminas «pomposas» de otros años y se podría decir que el equipo estaba en un proceso de reestructuración. El problema era si la hinchada lo iba a aguantar. América de Cali ganaba su cuarta y quinta estrellas consecutivas. En 1985 llegó el técnico Juan Martín Mugica, caracterizado por su fuerte manejo táctico. El equipo clasificó al octogonal, pero apenas logró un sexto puesto. Para 1986 llegó Aníbal Ruíz y formó un equipo diseñado para el empate. Tampoco tuvo problemas para clasificar en los ocho y también en el octogonal ocupó el sexto puesto.

### Los puros criollos (1987-2004)
Cuando se fundó el Atlético Municipal (primer nombre de Atlético Nacional), una de las premisas del club era promover el talento criollo, pero como hubo años en que los futbolistas colombianos no brillaban mucho, hubo que recurrir a los extranjeros. Afortunadamente las cosas cambiaron en los años ochenta y se vino una generación de valores colombianos de talla internacional, muchachos con los cuales se podían armar equipos de respeto. En ese orden de ideas, en 1987, la junta directiva consideró que Nacional podía prescindir de valores extranjeros y volver a sus inicios. Y para comenzar la nueva etapa del equipo, fue escogido Francisco Maturana, exjugador verdolaga.
25 jugadores colombianos se inscribieron para 1987. El año comenzó con varios amistosos, uno frente a su rival de patio, ganándole por 4 a 0. Otro, el 12 de febrero, ganándole al Newell's Old Boys de Argentina. El apertura comenzó el 22 de febrero, con empate a 0 frente al Deportes Tolima. El viernes 29 de mayo se informó la llegada al equipo de Leonel Álvarez, Luis Carlos Perea y Gildardo Gómez. Estos terminaron siendo determinantes en las campañas que se le vendrían al equipo. De igual manera se confirmó la llegada a la presidencia de Sergio Naranjo, en reemplazo de Alberto Builes Ortega. Millonarios ganó el grupo A y Nacional fue segundo. En el torneo final del año clasificó al octogonal, pero la irregularidad no le permitió conseguir un mejor puesto que el tercero y Millonarios se alzaba con su título número 12.
En 1988, la gran adquisición del año fue Didi Alex Valderrama, de la dinastía samaria de los Valderrama. También se anunció la llegada de Giovanni Cassiani, Gustavo Restrepo, Víctor Marulanda, Óscar Córdoba y Martín Caicedo entre otros. Se jugaron 3 pentagonales, en grupos zonales. Nacional quedó en el grupo A con Independiente Medellín, Junior, Sporting de Barranquilla y Unión Magdalena. Al final quedó primero en el Apertura, seguido de América de Cali y Millonarios. Para el finalización el cuerpo técnico fue reforzado con Juan José Peláez, Roberto Vasco y Hernán Darío Gómez, quienes acompañarían a Francisco Maturana. Terminó tercero en el finalización, ganado por Millonarios. Para el octogonal Millonarios y Nacional se perfilaban como los candidatos. El torneo de los ocho de Colombia lo dejó como segundo, después de Millonarios, clasificando a la Copa Libertadores de 1989. La convicción de los directivos hacia el criollismo seguía en alza, aunque no se había ganado el título.

### Copa Libertadores 1989
Empezando 1989, el 20 de enero fue contratado Albeiro Usuriaga. Como el equipo había puesto todas sus energías en la Copa Libertadores, tuvo que jugar el campeonato con una nómina mixta, sin embargo ocupó la sexta casilla en el Apertura. En los pentagonales, quedó eliminado. En el Finalización quedó sexto y paso al octogonal como séptimo en la reclasificación. Cuando se jugaba la cuarta fecha ocurrió el asesinato del árbitro Álvaro Ortega, lo que causó la cancelación del torneo.
El conjunto verdolaga no asistía al evento continental desde 1982 y en las cinco oportunidades en que participó (1972, 1974, 1975, 1977 y 1982) no había pasado de la fase de grupos.
Comenzó la copa en el grupo 3, acompañado por Millonarios F. C. de Colombia, C. S. Emelec y Deportivo Quito ambos de Ecuador. El primer partido terminó 1-1 en Bogotá frente a Millonarios. El segundo partido contra Emelec, en Guayaquil terminó también 1-1. El tercer partido del grupo, contra Dep. Quito en el estadio Atahualpa terminó igual, 1-1. El 7 de marzo, en Medellín el club cayó 0-2 ante Millonarios. En el partido de vuelta ante Deportivo Quito, ganó por 2-1. El último partido de la primera fase, frente a Emelec, en Medellín, ganó 3-1.
Millonarios ganó el grupo, con 10 puntos, seguido de Atlético Nacional con 7 y tercero Deportivo Quito con 4 puntos, clasificándose estos tres a octavos de final. En la fase de octavos de final, el 5 de abril, enfrentó en Medellín al Racing Club, ganando 2-0. En el juego de vuelta cayó por 1-2, aunque en el resultado global, los de Medellín se impusieron por 3-2 y lograron pasar de ronda.

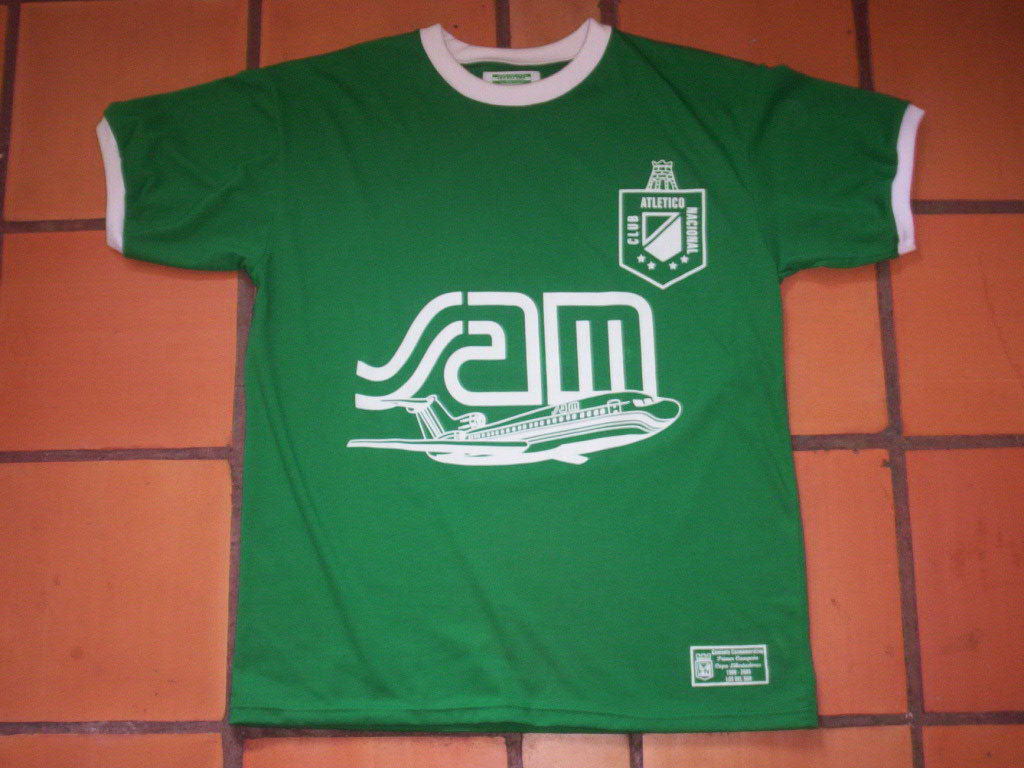
Camiseta réplica usada por Atlético Nacional en 1989.

En cuartos de final, se enfrentó nuevamente a Millonarios. El partido de ida fue el 19 de abril, en Medellín con victoria 1-0. El de vuelta en Bogotá, el 26 de abril, terminó 1:1, con un polémico arbitraje del chileno Hernán Silva, clasificándose así a la siguiente ronda.
En la semifinal enfrentó al Danubio. En el primer partido, el 10 de mayo, en Montevideo, terminó 0-0. El de vuelta, el 17 de mayo, terminó 6-0 a favor de los colombianos, clasificando a la final.
El primer partido de la final, se jugó en el Estadio Defensores del Chaco en Asunción, Paraguay, frente al Olimpia el 24 de mayo. Ganaron los paraguayos por 2-0. El de vuelta se jugó en Bogotá, en el estadio Estadio Nemesio Camacho El Campín debido a que el Estadio Atanasio Girardot, de Medellín, en esa época no poseía la capacidad mínima (50 000) que pedía la Conmebol. El juego finalizó 2-0 a favor de Atlético Nacional, teniendo que definir la copa por penales. Atlético Nacional se impuso 5-4, Leonel Álvarez cobró el último penal ganando así Nacional su primera Copa Libertadores de América, con una sobresaliente actuación del portero René Higuita, quien detuvo 4 cobros del equipo paraguayo.

### La Intercontinental en Tokio
La Copa Intercontinental se jugó el 17 de diciembre de 1989. El A. C. Milan encontró en Nacional un rival muy fuerte. El conjunto colombiano forzó al equipo italiano a un extratiempo prolongado al máximo, hasta el tiro libre cobrado por Alberigo Evani al minuto 119 que le dio la victoria al equipo italiano.

## Década del noventa
En 1990 Atlético Nacional llegó a la semifinal de la Copa Libertadores, instancia en la que fue eliminado por el Olimpia de Paraguay, equipo al que un año antes había vencido en la final del mismo certamen. Además, como campeón de la Libertadores, tenía el derecho de disputar la Recopa Sudamericana frente a Boca Juniors, campeón de la Supercopa de 1989; el marcador fue 1-0 a favor del equipo argentino. El mismo año año debía participar en la Supercopa, pero fue forzado a renunciar por una sanción de la Conmebol tras un partido de la Copa Libertadores de ese año contra Vasco da Gama a raíz de las amenazas telefónicas recibidas por el árbitro Juan Daniel Cardellino antes del partido Atlético Nacional 2 - Vasco da Gama 0. Dicho encuentro fue anulado y posteriormente vuelto a jugar en el Estadio Santa Laura de Santiago de Chile. Además se produjo el debut de Víctor Hugo Aristizabal, el 13 de agosto de 1990, frente al Pereira.

### Copa Interamericana 1990
La Copa Interamericana, en la mayoría de sus ediciones, se realizaba un año después entre el ganador de la Copa Libertadores de América y el ganador de la Copa de Campeones de la CONCACAF.
Atlético Nacional de Medellín había sido coronado en 1989 como campeón de la Copa Libertadores de América, y en el mismo año Pumas de la UNAM como ganador de la Copa de Campeones de la CONCACAF, por lo tanto se enfrentaron el 25 de julio de 1990 en Medellín dejando como ganador al verde 2-0. Siete días después en el partido de vuelta en la Ciudad de México, Nacional volvió a triunfar, esta vez 4-1. En el resultado global, Nacional le ganó 6-2 a Pumas de la UNAM.

### Quinta estrella
Nacional terminó séptimo en el torneo Apertura, ya que se encontraba disputando la Copa Libertadores. Jugando en Miami y San Cristóbal, Venezuela por la sanción de la Confederación Sudamericana de Fútbol, eliminando al América y pudiendo llegar a semifinales con el Olimpia. En agosto, el equipo viajó a Miami para jugar un amistoso con el Real Valladolid (0-0), para cerrar el traspaso de René Higuita al fútbol español.
En el Finalización quedó cuarto, siendo quinto en la reclasificación, avanzando a los cuadrangulares semifinales, ganando su grupo. En el grupo final le correspondió enfrentarse al América de Cali, Junior y Santa Fe. Ganó 4 partidos y empató 2. Cabe destacar que Nacional se coronó de nuevo campeón frente al América de Cali como en 1981, luego de vencerlo 2-1.
Avanzó nuevamente a las semifinales de la Copa Libertadores y fue otra vez eliminado por Olimpia de Paraguay.
Atlético Nacional se convirtió, con esta conquista, en el primer equipo conformado únicamente por jugadores colombianos campeón del fútbol local, todos los demás, incluido el Verde Paisa, habían tenido -desde 1948- al menos un extranjero en su plantel.
En 1992, disputó la Copa Libertadores, pasando sin problemas la primera ronda enfrentándose al Sport Boys y Sporting Cristal de Perú, y al América de Cali, con el que cayó 2-0 en Cali, pero al cual venció 3-0 en Medellín. A pesar de que Nacional había eliminado al Marítimo de Venezuela en los octavos de final, la cuerda no le dio para más, pues perdió en cuartos por 0-1 con América de Cali, y otra derrota esta vez 4-2 en Cali, tomando revancha así el equipo rojo, tras haber perdido el torneo colombiano del 91. Ya en el torneo colombiano, la historia fue casi la misma. Luego de una semifinal en compañía del Junior, América de Cali y Deportivo Cali, Nacional se perfilaba, junto a los Diablos Rojos, como favorito al título. Al final, los rojos del Valle fueron los campeones, superando por un punto de ventaja a Nacional, que tuvo que conformarse con el subtítulo. Hay que mencionar también su participación en la Supercopa Sudamericana, donde llegó hasta octavos de final, siendo eliminado por el Cruzeiro E. C. de Brasil, empatando 1-1 en Medellín y cayendo goleado por 8-0 en el partido de vuelta en Belo Horizonte.
La Copa Libertadores de 1993 resultó la más floja de las seis que jugó en siete años (de 1989 a 1995), pues Nacional fue eliminado en octavos de final frente a la Universidad Católica de Chile, perdiendo 2-0 en Chile y ganando 2-1 en Medellín. Los australes pasaron a cuartos de final, donde a la postre resultaron ser los subcampeones de aquel certamen. Nacional también participó en la Supercopa Sudamericana, donde fue eliminado en semifinales por el São Paulo F. C. en penales, siendo su mejor participación en este certamen. En el ámbito local, Nacional tuvo una buena semifinal, pero en el cuadrangular final se cayó. En la última fecha: Nacional se enfrentaba a su compañero de plaza (quedó 0-1 a favor del DIM). Si ganaba era subcampeón, y campeón si el Junior no vencía al América. El Independiente Medellín estaba en las mismas y América de Cali tenía la cuarta opción: se ceñiría la corona si ganaba en Barranquilla y en Medellín había empate. Junior ganó, se coronó campeón y DIM volvía a la Libertadores. Costeños y paisas sacaron de los dos puestos de honor a Nacional y América, quienes llevaban tres temporadas repartiéndoselos.

### Sexta estrella
Después de ser primero en la reclasificación, en los cuadrangulares semifinales le correspondió jugar con el Independiente Medellín, Envigado F. C. y el Deportivo Cali, ganando el grupo con 10 puntos. En el cuadrangular final le correspondió con Millonarios F. C., América de Cali y el Independiente Medellín. El último enfrentamiento con su rival de patio, le dio el título, con gol de Juan Pablo Ángel.
No participó en la Copa Libertadores de 1994. Disputó una vez más la Supercopa, en donde Nacional quedó eliminado en la primera fase, nuevamente a manos del São Paulo F. C. brasilero, cayendo 0-2 en el Atanasio Girardot y un empate a un gol en el «Morumbí».

### Subtítulo de la Libertadores
Llegó el año 1995 y Nacional volvía a la Copa Libertadores, tras un año de ausencia. En el torneo local, que sólo duró 4 meses, ocupó el tercer lugar. Además, el equipo fue adquirido por la Organización Ardila Lulle, de propiedad del empresario colombiano Carlos Ardila Lülle.
En la Copa Libertadores comenzó disputando el grupo 3 con los australes de la Universidad Católica y la Universidad de Chile, y con Millonarios F. C. de Bogotá. Los embajadores bogotanos pasaron como primeros en el grupo, junto con Nacional de segundo, y la Universidad Católica de tercero. Jugó los octavos de final ganándole a C. A. Peñarol uruguayo por el mismo marcador de 3-1 en ambos partidos jugados en Medellín y en Montevideo. Luego en cuartos de final, el verdolaga se volvió a encontrar con Millonarios F. C. y volvió a tomar revancha tras la primera ronda (igual que en la Copa de 1989), derrotándolo por 2-1 en el Estadio Atanasio Girardot. En el partido de vuelta jugado en El Campín, terminó con empate a un gol y nuevamente venció a los azules en los cuartos de final del certamen continental. La semifinal tuvo a Nacional enfrentándose contra el River Plate de Argentina, al cual venció 1-0 en Medellín con un gol de René Higuita de tiro libre. El partido de vuelta, en Buenos Aires, River venció a Nacional 1-0, pero los verdes pasaron a la final mediante los penales. Disputó la final de Copa Libertadores frente al Gremio de Porto Alegre de Brasil, en donde cayó 3-1 en el partido de ida jugado en Brasil. En el partido de vuelta, el resultado fue de 1-1 y el conjunto Carioca se consagró campeón del certamen. En la Supercopa de ese año ocurrió una eliminación en cuartos de final frente al Independiente de Avellaneda.
En 1996, llegó hasta octavos de final en la Supercopa Sudamericana. No clasificó a Copa Libertadores y tuvo un saldo negativo en el rentado nacional. Un año gris para el equipo.

### Copa Interamericana 1997
Esta edición de la copa le correspondió a los ganadores de la Copa Libertadores de América y la Copa de Campeones de la CONCACAF del año 1995, se realizó el 3 de abril de 1997.
En 1995 Gremio de Porto Alegre había quedado campeón de la Copa Libertadores de América frente al Atlético Nacional, y Deportivo Saprissa había sido campeón de la Copa de Campeones de la CONCACAF, por lo que les correspondió jugar la penúltima versión de la Copa Interamericana, pero ante la negativa de Gremio de Porto Alegre de jugar esta copa, Atlético Nacional decidió jugarla. El 3 de abril del año 1997 se enfrentaron Deportivo Saprissa y Atlético Nacional en un único partido en la casa del rival, dejando como ganador al verde 3-2.
En el año de 1998, con Gabriel Jaime Gómez como técnico, Nacional disputó el torneo local, tras la salida de Iván Ramiro Córdoba, Mauricio Serna y Juan Pablo Ángel para el fútbol argentino. Nacional fue tercero en el fútbol colombiano, tras haber quedado en el camino en los cuadrangulares semifinales.

### Copa Merconorte 1998
Se jugó por primera vez en 1998 y fue el reemplazo de la Copa Conmebol, aunque partida en dos: Merconorte y Mercosur.
Nacional había quedado en el grupo con Alianza Lima de Perú, Barcelona Sporting Club de Ecuador y The Strongest de Bolivia. En el primer partido, realizado el 16 de septiembre, ganó como visitante 2-0 a The Strongest. El 22 del mismo mes, ganó como local 3-1 frente a Alianza Lima. En su tercer juego, empató 2-2 con Barcelona Sporting Club en la ciudad de Guayaquil. Después se enfrentó nuevamente con The Strongest, pero esta vez perdió 3-2 en Medellín. En su cuarto partido, jugado en Lima, empató 1-1 con Alianza. Y en su último partido de la primera fase, goleó 4-0 como local al Barcelona Sporting Club.
Para la semifinal se encontró con Millonarios F. C. de Bogotá. En el partido de ida la ganó 2-0 en Bogotá, y en el de vuelta perdió como local 2-1. Sin embargo, el resultado global quedó 3-2 favoreciendo al verde.
Nacional llegó a la final en compañía del Deportivo Cali. En el partido de ida jugado en Medellín el 3 de diciembre, Nacional venció al Deportivo Cali 3-1. En el partido de vuelta jugado el 9 de diciembre en Cali, Deportivo Cali volvió a perder, esta vez 0-1, dejando como ganador en el resultado global a Atlético Nacional 4-1.

### Séptima estrella
Para empezar el torneo asumió como técnico el estratega argentino Reinaldo Merlo a pesar de la resistencia de la prensa y de la afición. En el Torneo Apertura quedó segundo con 36 puntos, después del América de Cali.
Aunque el equipo tuvo buenos resultados, el técnico argentino fue destituido al caer en la segunda fecha del Clausura ante Millonarios F. C., siendo reemplazado por Luis Fernando Suárez. Nacional quedó sexto del torneo. En los cuadrangulares semifinales le correspondió en el grupo «B», junto con Junior, Cortuluá y Deportivo Pasto.
Con Junior 1-2 y 2-1. Con Cortuluá 4-3 y 3-2. Con Deportivo Pasto 3-2 y 0-1. Llegando a la final del Clausura ante el DIM. El primer partido quedó 0-0 y el segundo lo ganó Nacional 1-0.
La final del año se disputó frente al América de Cali por ser éste el ganador del Torneo Apertura. El primer partido en Cali finalizó 1-1 y el segundo partido jugado en Medellín finalizó 0-0. Nacional ganó 4-2 en la definición desde el punto penalti. Esta fue la tercera vez que el conjunto 'Verdolaga' lograba coronarse campeón frente al América de Cali.
En la Copa Merconorte fue eliminado en la primera ronda.

## Nuevo milenio
Atlético Nacional comenzó el siglo XXI participando en la Copa Libertadores 2000 donde el club colombiano finalizó último del Grupo 4 detrás de River Plate, Atlas de Guadalajara y Universidad de Chile. Al mismo tiempo, en el torneo local los resultados no se dieron ya que quedó séptimo de la tabla general, quedándose por fuera del cuadrangular final.

### Copa Merconorte (2000)
En este año Nacional se coronó nuevamente como campeón de la Copa Merconorte, esta vez contra uno de sus rivales, Millonarios F. C. de Bogotá.
Liga Deportiva Alajuelense de Costa Rica, Necaxa de México, y Alianza Lima del Perú, eran los otros integrantes del grupo en el que se encontraba el Atlético Nacional. En el primer partido, Nacional y Necaxa empataron 0-0 en Medellín. En el siguiente partido, Nacional le ganó a Alianza Lima en Lima por un marcador de 3-2. En su tercer partido, con un marcador de 2-0, Nacional le ganó a la Liga Deportiva Alajuelense como local. El siguiente compromiso lo llevó a visitar la Ciudad de México, siendo derrotado 2-1 por el Necaxa. Después goleó 4-1, en su estadio: el Atansio Girardot, al Alianza Lima. Y en su último compromiso de la primera ronda, cayó derrotado en condición de visitante 3-0 con la Liga Deportiva Alajuelense.
La semifinal de la copa llevó una vez más al Atlético Nacional a visitar México, pero esta vez a Guadalajara, pues su rival era Chivas de Guadalajara. En el primer partido disputado el 18 de octubre en la ciudad de Guadalajara, arrojó como resultado un empate 1-1. En el partido de vuelta jugado en Medellín, el resultado fue también un empate, pero esta vez 3-3. El resultado global tenía un empate 4-4 entre Nacional y Chivas de Guadalajara, por lo que se fueron a penales ganando Nacional 4-2.
La final era esta vez contra Millonarios F. C. de Bogotá. El primer partido, disputado el 2 de noviembre en el Estadio El Campín de Bogotá, dejó un empate 0-0. El 9 del mismo mes, Nacional le ganó 2-1 a Millonarios F. C. en el Estadio Atanasio Girardot de Medellín, lo que lo dejó como ganador en el resultado global 2-1 por ende campeón del torneo.
Al año siguiente, en 2001, Nacional se quedó a un paso de clasificar a los cuadrangulares semifinales de fin de año, ya que fue noveno con 63 puntos, los mismos de Independiente Medellín, pero con peor diferencia de goles. Por otra parte, en la Copa Merconorte 2001, se quedó por fuera en el Grupo D al ser segundo con 10 puntos, dos menos que C. S. Emelec, primero de la zona y finalmente subcampeón de aquel torneo.

### Subtítulo en la Copa Sudamericana
En 2002 la Conmebol unificó las copas Merconorte y Mercosur para crear la Copa Sudamericana. En esa temporada, Atlético Nacional fue invitado para participar de la primera edición, dejando en el camino a América de Cali, Santiago Wanderers y Nacional de Montevideo para llegar a la final. El 27 de noviembre de 2002 se jugó el partido de ida en el Estadio Atanasio Girardot lleno de espectadores. No obstante al apoyo de su público, Atlético Nacional, orientado por Alexis García cayó goleado 0-4 con San Lorenzo de Almagro, lo cual dejó la final prácticamente decidida. El juego de vuelta, jugado el 11 de diciembre finalizó 0-0 en Argentina. En el Torneo Apertura llegó a la final con América, perdiendo (2-1 en Cali y 0-1 en Medellín con goles de Jairo Castillo). En el Finalización, luego que Luis Fernando Montoya fuese reemplazado por Alexis García en la dirección técnica, avanzó a los cuadrangulares semifinales, siendo último del Grupo B detrás de Deportivo Pasto, América de Cali y Unión Magdalena.
Pese a la debacle en la final de la Copa Sudamericana, Alexis García siguió al mando técnico de Nacional para el año 2003, en el cual el equipo verdolaga no pudo llegar a la final de los torneos Apertura (puesto 14) y Finalización (segundo, pero en los cuadrangulares fue tercero del Grupo B). Pese a ello, en la Copa Sudamericana 2003, Nacional eliminó a Deportivo Pasto y Liga de Quito. En cuartos de final, enfrentó a Boca Juniors. En el partido de ida, jugado en Buenos Aires, el equipo colombiano se impuso por 0-1 con gol de Edixon Perea. De esta forma el conjunto paisa se consagró como el único equipo colombiano en vencer a Boca Juniors en «La Bombonera» en partidos oficiales. Ya en el partido de vuelta, Nacional goleó 4-1 al equipo Xeneize en Medellín, pese a haber arrancado perdiendo con un tempranero gol de Javier Villarreal. Los goles de Nacional fueron obra de Carmelo Valencia, Freddy Grisales, Edixon Perea y Camilo Giraldo. En la semifinal del torneo, fue eliminado por la sorpresa del torneo, el Cienciano del Cusco, club que a la postre se alzó con el título de la Copa Sudamericana.
El año 2004 no tuvo mayores satisfacciones para Nacional. Juan José Peláez tomó la dirección técnica con jugadores como Freddy Grisales, Aquivaldo Mosquera y Milton Patiño, entre otros, con los cuales llegó a la final del Torneo Apertura contra su rival de patio, Independiente Medellín, en la primera final paisa de la historia del fútbol colombiano. El duelo de ida fue ganado por El Poderoso 2-1 con goles de Jorge Horacio Serna y Rafael Castillo. Edixon Perea descontó para Nacional. El juego de vuelta quedó 0-0, lo cual le dio el título a su rival de plaza.

### El fin del criollismo
Para el Torneo Finalización de 2004 se cortó el periodo de los «puros criollos» en el plantel de Nacional, con la contratación del venezolano Jorge Rojas y el argentino Hugo Morales. Nacional llegó a la final contra Junior de Barranquilla. En el juego de ida en el Estadio Metropolitano, el equipo costeño ganó 3-0, dejando mal parado al equipo verdolaga para el juego de vuelta. No obstante, en la revancha, Atlético Nacional ganaba 5-1, ganando parcialmente el título con el marcador agregado de 5-4, pero faltando tres minutos para el final, el argentino Walter Ribonetto marcó el 5-2 alargando la final a definición por penales. Allí Juan Carlos Ramírez falló para Nacional, lo cual permitió a Martín Arzuaga marcar el penal decisivo y el que le diera la corona a Junior en el estadio Atanasio Girardot, haciendo que la remontada fuera en vano.

### Octava estrella
En el torneo apertura de 2005 Nacional clasificó a los cuadrangulares semifinales en el primer lugar con 36 puntos. Le correspondió jugar el grupo A, con Deportes Tolima, Independiente Medellín y el Deportivo Cali.
Sus resultados fueron: frente al Cali: 0-0 y 1-2, Frente al DIM: 1-2 y 2-1 Frente a Tolima: 4-1 y 1-1, llegando a la final con 14 puntos, para enfrentarse a Santa Fe en la que empataron a 0 en la ida en El Campín y con victoria para el Verde 2-0 en el Atanasio Girardot
En el segundo semestre de aquel año fue totalmente contrastado con el primero. A pesar de haber llegado hasta octavos de final de la Copa Sudamericana y de haberle empatado 3-3 al América de México en los Estados Unidos, en el partido de vuelta Nacional cayó goleado por 1-4 en Medellín y a partir de ahí no volvió a ganar ningún partido en el torneo colombiano y sufrió la llamada «Fiebre amarilla», ya que perdió con todos los equipos cuyo color representativo era el amarillo (como el América de México, Atlético Bucaramanga, Atlético Huila, etc). Fue tanto el declive, que quedó fuera de los cuadrangulares del torneo local del segundo semestre.

### Torneo Ciudad de Santa Fe
En 2005, el primer año en que se realizaba la Copa Ciudad de Santa Fe, Atlético Nacional se coronó como campeón. Fue organizada por el Club Atlético Colón, equipo de fútbol argentino. Todos los partidos se jugaron en el estadio del equipo organizador: Estadio Brigadier General Estanislao López.

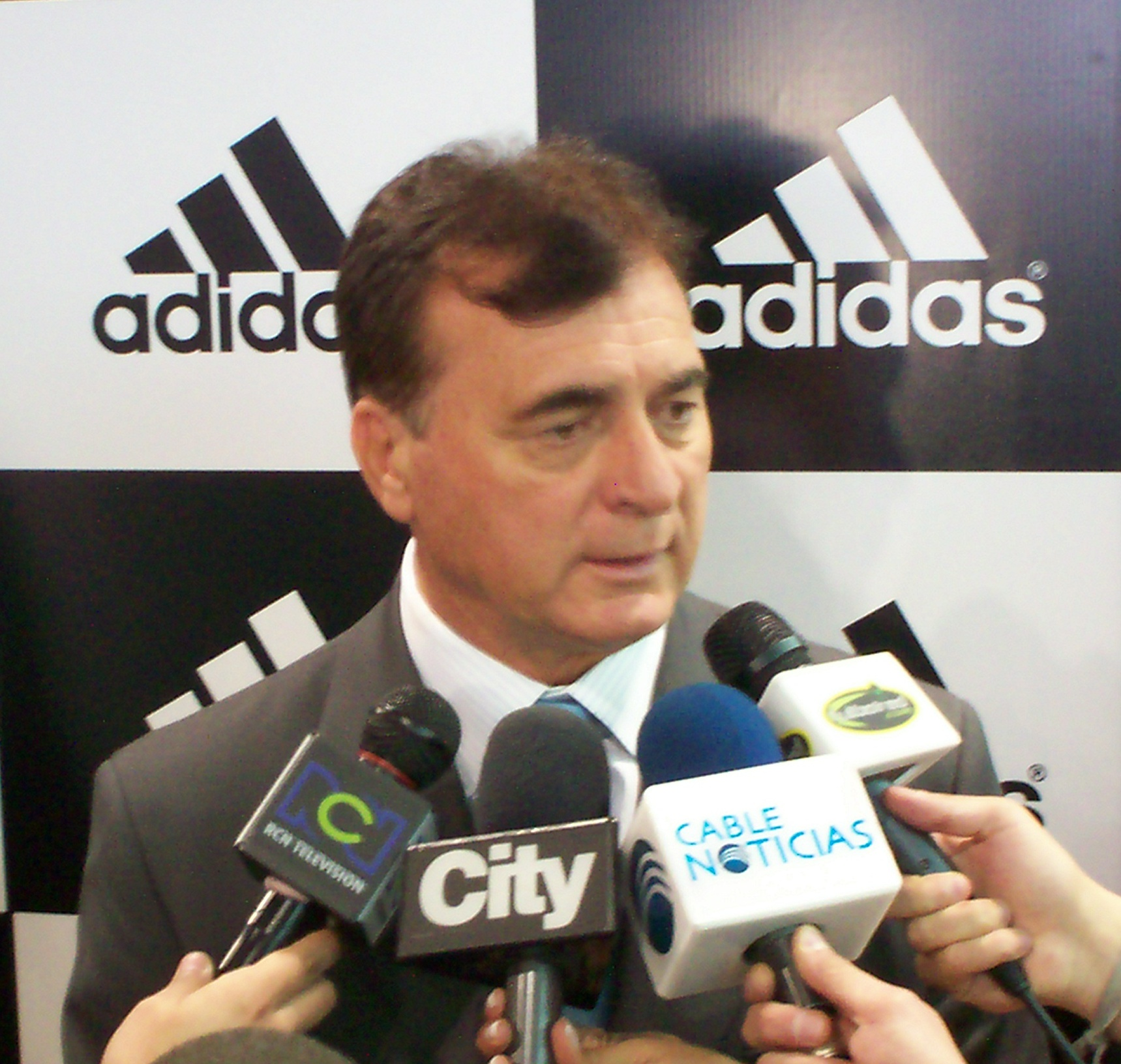
Oscar Quintabani, técnico que logró el bicampeonato en 2007.

En 2006 volvió a participar en la Copa Ciudad de Santa Fe, aunque esta vez no obtuvo buenos resultados, terminando en el último lugar de la competición. En este año Nacional se reforzaba en su nómina con varios jugadores como Vladimir Marín y el exgoleador del Once Caldas, Sergio Galván, entre otros. Sin embargo, a mitad de semestre, Carlos Navarrete, llegaba como nuevo técnico nacionalista, tras la dimisión de Santiago Escobar. Nacional llegó hasta octavos de final de la Copa Libertadores, donde fue eliminado a manos de la Liga Deportiva Universitaria de Quito. En el torneo local llegó a los cuadrangulares, pero quedó tercero en su grupo, cumpliendo una pobre presentación frente a sus rivales Millonarios F. C., Cúcuta Deportivo y el Deportivo Pasto (campeón de ese torneo). La goleada de Nacional por 6-0 al América de Cali en la última fecha, fue de lo más rescatable en ese semestre. Ya en el torneo de segundo semestre, Nacional no cumplía muy bien su papel, por lo que salió de su cargo el técnico Carlos Navarrete, reemplazado por Oscar Héctor Quintabani (DT que fue campeón con el Pasto en el torneo pasado). Una vez más, el verde llegó a los cuadrangulares semifinales, pero se quedó en el camino hacia el título, después de que perdiera dos partidos claves frente al Deportes Tolima, 1-0 en Ibagué y 1-2 en Medellín.

### Novena estrella
Nacional clasificó al cuadrangular final del Torneo Apertura, donde se enfrentó al Deportivo Cali, al Boyacá Chicó y a Independiente Santa Fe, obteniendo el primer lugar y del derecho a disputar la final frente al Atlético Huila. El primer partido, disputado en el estadio Guillermo Plazas Alcid de Neiva, el 13 de junio, finalizó 1-0 a favor de Atlético Nacional con gol de Carmelo Valencia. El segundo encuentro, jugado el 17 de junio, terminó 2-1 a favor del equipo antioqueño con goles del delantero Carmelo Valencia y el volante Diego Toro, obteniendo así el título nacional por novena ocasión.
Para el segundo semestre, Nacional afrontó la Copa Sudamericana eliminando al Universitario de Perú, pero cayendo derrotado frente a Millonarios F. C. de Bogotá.

### Décima estrella
En el torneo finalización de 2007 Nacional clasificó al cuadrangular final luego de pasar la fase de todos contra todos con 38 puntos y ocupando el primer ligar, en los cuadrangulares se enfrentó al América de Cali, al Cúcuta Deportivo y a Once Caldas, obteniendo el primer lugar y del derecho a disputar la final frente al recién ascendido La Equidad de Bogotá. El primer partido, disputado en el Estadio Nemesio Camacho El Campín de Bogotá, el 16 de diciembre, finalizó 3-0 a favor de Atlético Nacional con goles de Carmelo Valencia, Sergio Galván y León Darío Muñoz. El segundo encuentro, jugado el 19 de diciembre, en el Estadio Atanasio Girardot, terminó 0-0, obteniendo así el título Nacional por décima ocasión y el primer bicampeonato en su historia.
En el 2008, Nacional llegaba a la Copa Libertadores, disputando su grupo con Sao Paulo F. C., Audax Italiano de Chile y el Sportivo Luqueño de Paraguay. No tuvo un buen papel el equipo verdolaga, sin embargo, logró clasificar como segundo del grupo y pasó a los octavos de final frente al Fluminense F. C. de Brasil (equipo que a la postre salió subcampeón), donde caería derrotado en ambos encuentros por 1-2 y 1-0, en Medellín y en Río de Janeiro, respectivamente. Nacional nunca se recuperó en el torneo colombiano y quedó fuera de los ocho primeros del Torneo Apertura y en el Finalización fue último de su cuadrangular. Por ello los entrenadores José Fernando Santa y Víctor Hugo Aristizábal fueron cesados. Nacional terminó 11° en la reclasificación, y un muy mal promedio de goles. El goleador del año fue Sergio Galván con nueve tantos. También participó en la Copa Colombia, copa que se volvió jugar después de 19 años. Le correspondió jugar en el grupo B con Envigado F. C., Independiente Medellín, Deportivo Pereira, Deportivo Rionegro de la primera B e Itagüí Ditaires también de la B. Ganó su grupo con 21 puntos, seguido de Envigado con 15 puntos. Después, en la segunda fase, se enfrentó al Unión Magdalena de Santa Marta, al cual eliminó con un empate 2-2 de visitante y 4-0 en condición de local. En la tercera fase le correspondió enfrentar al Expreso Rojo, el cual lo eliminó, Perdiendo 2-0 en Fusagasugá y ganándole 1-0 en Medellín.

### Torneo Apertura 2009: el peor de la historia
Para el 2009, en el torneo apertura, se concretaba como nuevo DT Luis Fernando Suárez, el regreso de Aldo Leao Ramírez (después de jugar en México por un año), y jugadores como el brasilero Dermival Almeida Lima más conocido como «Baiano», y Andrés Orozco. Al principio de la temporada, entre el 28 de enero y el 31 de enero, jugó el torneo de carácter amistoso, Copa Cafam con otros 3 equipos, Millonarios F. C., América de Cali y Argentinos Juniors de Argentina. Perdió 1 a 0 con el América, quedándole el tercer lugar, el cual consiguió, derrotando al equipo argentino por 2 a 1. Pese a todo Nacional cumplió en su primer semestre la peor campaña de toda su historia, quedando penúltimo con 16 puntos y eliminado de los cuadrangulares de forma muy tempranera.
Para el segundo semestre, fue contratado el técnico argentino Ramón Cabrero y los también argentinos Gastón Pezzuti y Ezequiel Maggiolo, arquero y delantero. Además fueron contratados el atacante Armando Carrillo y Jairo Patiño. Pese a mostrar un fútbol a veces gustoso y con lo que siempre caracterizó al equipo nunca pudo recobrar su memoria futbolística, se clasificó séptimo para los cuadrangulares, y fue eliminado en el grupo B, en el cual compartió grupo con Atlético Huila, Deportes Tolima y Santa Fe.
En la Copa Colombia 2009 fue eliminado en semifinales por Santa Fe, con lo cual se concluyó otro desastroso año para el Rey de Copas.
Para el Torneo Apertura 2010, el equipo se desplazó a Argentina para la pretemporada. Fueron contratados Stalin Motta, Víctor Giraldo, el argentino Marcos Mondaini, Camilo Pérez que volvía de la Equidad, Andrés Mosquera y Francisco Delgado, así como la salida de Estiven Vélez, quien fue transferido al Ulsan Hyundai de Corea del Sur. En esta temporada empezó con 95 puntos en la tabla del descenso, la hinchada se esperanzaba en poder tener las alegrías que se les habían negado por 2 años, pero este no fue la excepción, el equipo tenía grandes figuras como Giovanni Moreno, Jairo Patiño y Víctor Ibarbo, pero no dio la talla, perdiendo el clásico del fútbol colombiano con Millonarios en Bogotá 1-2 y los clásicos paisas frente al Medellín, el equipo quedó octavo en la fase de todos contra todos y no logró clasificarse a las semifinales. En marzo se dio el nombramiento de Juan Carlos de La Cuesta como nuevo presidente del Club, luego de la renuncia a finales del 2009 de Víctor Hugo Marulanda. En mayo se da la salida del técnico Ramón Cabrero por malos resultados y por diferencias con la hinchada, por lo que se dejó como técnico interino a José Fernando Santa, encargado de las divisiones menores. En la Copa Colombia, luego de clasificar primero de su grupo, eliminando a equipos como Medellín y Once Caldas, clasificó a octavos de final donde eliminó al Boyacá Chicó, pero fue eliminado en los cuartos de final por el Itagüí Ditaires. En el Torneo Finalización 2010, Nacional inició un nuevo proceso con José Fernando Santa y con la promesa de darle la oportunidad a las divisiones menores. En la fase de todos contra todos el equipo terminó cuarto con 33 puntos, 10 partidos ganados, 3 empatados y 5 perdidos, un promedio aceptable, pero que ilusionaba a la hinchada ya que desde el bicampeonato de 2007 Nacional no disputaba las posiciones altas de la tabla. En los cuadrangulares hizo un papel desastroso y terminó último de su grupo con apenas 5 puntos, faltando dos fechas para el final de los cuadrangulares, Nacional estaba eliminado y sin ninguna opción para clasificarse a los torneos internacionales, por esto y por la eliminación en la Copa Colombia en cuartos de final, José Fernando Santa fue destituido de su cargo, además de no tener continuidad con la nómina ni con la inclusión de los jóvenes en el equipo profesional.

## La nueva reestructuración
A finales de la década de los 2000, luego del final del Torneo Finalización 2010, pareció haber un cambio en el ambiente en Nacional, los días 20 de diciembre de 2010 y 5 de enero de 2011, la hinchada de Nacional realizó una marcha pacífica en la sede del club para pedir por la «resurrección» del equipo y la salida de los jugadores y de los directivos. Pues días después se dio la salida de 18 jugadores, pertenecientes al club, que estaban con el equipo a préstamo en otros clubes, y se contrató al extécnico del verde Santiago Escobar, también se contrató a Yovanny Arrechea, Danny Aguilar, Edgar Zapata, Jhon Valencia y a Macnelly Torres, se dio el regreso de Carlos Rentería y se organizó una formación de 25 jugadores más 25 juveniles que era lo que exigía la Dimayor.

### Undécima estrella
Para el Torneo Apertura 2011, el equipo logró clasificarse entre los 8 mejores del campeonato, incluyendo victorias sobre sus más encopetados rivales como América de Cali, Millonarios F. C., Deportivo Cali y en dos ocasiones a Independiente Medellín. A diferencia de pasados torneos, se jugaron eliminatorias directas con partidos de ida y vuelta desde cuartos de final, semifinal y la gran final. Nacional se enfrentó a Deportivo Cali en los cuartos de final del torneo con derrota 1-0 en Palmira y victoria 2-1 jugando de local en Cúcuta, ganando finalmente por 4-1 en los tiros desde el punto penal. La semifinal sería contra el Deportes Tolima en donde Nacional lo derrotó 3-1 en condición de local por el juego de ida; Nacional cayó derrotado en el juego de vuelta en Ibagué por 1-0 pero con el marcador global de 3-2 a su favor, lo clasificaba a la gran final del Torneo apertura 2011 frente a La Equidad. En la final cayó 1-2 en la ida, jugada en el estadio de Techo, en Bogotá, ya en Medellín, se repitió el mismo resultado pero a favor del verde, con goles de Dorlan Pabón y Carlos Renteria, el título se definiría en los penaltis, dónde el arquero argentino Gastón Pezzuti se convirtió en figura al tapar 3 de los 5 penaltis cobrados y de esta forma darle el decimoprimer título a los verdolagas.
En el Torneo Finalización el cuadro Verdolaga terminó en la posición 12 con 22 puntos, lo que provocó cambios en la nómina al finalizar el año.

### La era Osorio (2012-2015)
Para iniciar la temporada 2012 el equipo realizó varias modificaciones en la nómina, cambios solicitados por el profesor Santiago Escobar, se contrataron al delantero Johan Fano, el defensor central Óscar Murillo, el volante de marca Jhon Valoy, el lateral Elkin Calle, Farid Díaz, Alexis Henríquez, Alexander Mejía, Jherson Córdoba, Wilder Guisao, Alejandro Bernal, el joven volante creativo Juan Fernando Quintero, Luis Fernando Mosquera, Juan David Valencia, Cristian Tula y el volante creativo Macnelly Torres que volvía al equipo luego de seis meses. El equipo disputó la Copa Libertadores 2012 en el grupo 8, terminando en la segunda posición con 11 puntos detrás de la Universidad de Chile, en Octavos de final fue eliminado por Vélez Sarsfield en el global 2-1. En el Torneo apertura Nacional fue eliminado tempranamente lo cual provocó el despido de profesor Santiago Escobar. Los directivos del equipo lograron la contratación del profesor Juan Carlos Osorio, el cual realizó pocos cambios a la nómina, los más importantes fue la rescisión del contrato con Cristian Tula y Johan Fano, la no renovación a Jairo Patiño y la venta de Dorlan Pabón y Juan Fernando Quintero, el traspaso del delantero John Pajoy, el delantero Jefferson Duque, el préstamo por un año de Cristhian Bonilla, el fichaje de Francisco Nájera y del delantero Fernando Uribe.

#### La Superliga
La Superliga de Colombia 2012 fue la primera edición del torneo oficial de fútbol colombiano, que enfrentó el cuadro antioqueño como campeón del Torneo apertura 2011, y el campeón del Torneo finalización 2011, Junior de Barranquilla, el equipo Verdolaga en el primer juego logró ganar como visitante 3-1 con 2 goles de Jefferson Duque y un autogol de Andrés Felipe González.
En el partido de vuelta, Nacional goleó al Junior, esta vez por marcador de 3-0 con goles de Jefferson Duque y John Pajoy en dos oportunidades. De esta forma logró el primer título oficial Juan Carlos Osorio como técnico de Nacional.

#### Copa Colombia
En el torneo que reúne a los equipos de A y la B, Atlético Nacional logró su primer título en esta competición de la mano del profesor Juan Carlos Osorio, el cuadro paisa avanzó primero en el grupo con un total de 19 puntos, se enfrentó en octavos de final con Independiente Santa Fe con un global de 5-2 a favor, en cuartos de final avanzó con un global de 4-2 frente a Deportes Tolima, en semifinal derrotó a Boyacá Chicó con global de 2-0, de esta manera pasó a disputar la final frente al Deportivo Pasto. En la ciudad de Pasto el marcador fue 0-0, definiendo el título en el Estadio Atanasio Girardot 2-0 a favor del verde con goles de Juan David Valencia y Fernando Uribe. Segundo título para el D. T. Verdolaga.

#### Segunda Copa Colombia
En el año 2013, Atlético Nacional se convirtió en el primer Bicampeón de la Copa Colombia, después de haber ganado la final frente a Millonarios. En la fase de grupos ocupó el grupo B, donde terminó primero, en octavos de final eliminó a Deportivo Pasto 4-0 en el global, en cuartos superó al Deportes Quindío 2-0 en el global, en la semifinal derrotó a Alianza Petrolera 3-0 en el global, para así llegar a su segunda final consecutiva en esta competición contra Millonarios F. C. de Bogotá. El partido de ida, en Bogotá, terminó 2-2, dejando la llave abierta para que se definiera en Medellín, Juan David Valencia anotó el 1-0 de tiro libre que le dio el título a Nacional por segunda vez dejando el global 3-2 a favor del cuadro paisa.
Atlético Nacional fue invitado a la Copa EuroAmericana y obtuvo un Trofeo DirecTV luego de derrotar 4-3 al Sevilla F. C. de España en penales, luego de haber empatado 1-1; el gol para Nacional fue de Sherman Cárdenas, para los españoles descontó Coke.

#### Duodécima estrella
En el torneo apertura de 2013, Nacional terminó segundo en la fase de todos contra todos con 32 puntos, en los cuadrangulares superó a Itagüí, Deportes Tolima y Deportivo Pasto. El club se coronó campeón de la liga el 17 de julio a las 21 horas y 30 minutos, ganándole a Independiente Santa Fe 2-0 en el Estadio Nemesio Camacho El Campín, luego de haber empatado sin goles en el Estadio Atanasio Girardot, levantando su título número 12. Su arquero fue Franco Armani, luego de atajar varios tiros en el partido de ida en Medellín. Tras la estrategia de Juan Carlos Osorio de rotar a los tres arqueros Cristian Bonilla, Neco Martínez y Franco Armani, Nacional logró ser campeón.

#### Decimotercera estrella
Para el torneo finalización de 2013, Atlético Nacional logró su segundo bicampeonato, terminó primero en la fase de todos contra todos con 37 puntos. Luego, en los cuadrangulares, en el grupo A logró 16 puntos ganando 5 partidos y empatando uno, dejándolo primero del grupo y clasificándose a la gran final contra el Deportivo Cali.
El 11 de diciembre se jugó en el Estadio Pascual Guerrero el partido de ida, terminando 0-0, dejando la llave abierta igual que la final contra Independiente Santa Fe, a diferencia que el partido de vuelta sería en casa.
El 15 de diciembre se jugó el partido de vuelta en el Estadio Atanasio Girardot, terminando 2-0 a favor de Atlético Nacional con un gol en contra de Néstor Camacho y el segundo gol de Jefferson Duque, logrando su segundo Bicampeonato en torneos cortos en su historia. Con este triunfo el profesor Juan Carlos Osorio logró alzar 3 copas en un año, además se convirtió en el D. T. Verdolaga que más títulos levantó con el club.

#### Subtítulo en la Superliga
El equipo inició el 2014 jugando la Superliga, su rival fue el Deportivo Cali que terminó como el segundo mejor clasificado en la tabla de reclasificación de 2013, ya que Nacional había ganado los torneos apertura y finalización el año anterior y fue el primero en la reclasificación; el global terminó 2-2, pero el Cali se llevó el título venciendo a Nacional 3-4 desde el punto penal.

#### El Tricampeonato: decimocuarta estrella
En el apertura 2014, Atlético Nacional logró ser el primer equipo colombiano en obtener el tricampeonato en torneos cortos, con una excelente actuación, nuevamente terminó primero en la fase todos contra todos con 34 puntos.
En los cuartos de final se enfrentó con Envigado F. C., derrotándolo 6-2 en el global; la semifinal la disputó contra Santa Fe ganado en el global 2-1, para llegar a la gran final contra el Junior de Barranquilla.
El partido de ida se jugó el 18 de mayo en el Estadio Metropolitano de Barranquilla, terminando 1-0 a favor del Junior. El partido de vuelta se jugó el 21 de mayo en el Estadio Atanasio Girardot. En un difícil partido, el Verde abrió el marcador a los 2 minutos con un centro de Edwin Cardona para que Alexis Henríquez empujara el balón para lograr el 1-0 a favor de Nacional y empatar la serie, luego, a los 17 minutos, Édison Toloza empató el partido para dejar a Junior nuevamente arriba en el global. Después de eso, el resto del partido tuvo a Nacional atacando y a Junior defendiendo su resultado, cuando todo parecía que Junior se llevaría otro título del Atanasio, en el minuto 90+3 hubo un tiro de esquina en el que Jhon Valoy logró empatar la serie 2-2 con un gol de cabeza, obligando a que el partido se definiera desde el punto penal. Atlético Nacional logró su estrella número 14 y el primer tricampeonato en su historia al ganarle a Junior 4-2 en Tiros desde el punto penal. Franco Armani fue figura atajando dos penales.
En el torneo finalización clasificó a los cuadrangulares, pero terminó tercero del grupo A. El club volvió a ser invitado a la Copa EuroAmericana, esta vez perdió frente al A. S. Mónaco F. C. 2-4.

#### Segundo Subtítulo en la Copa Sudamericana
Nacional clasificó a la Copa Sudamericana luego de ganar la Copa Colombia en 2013, dejó atrás a Deportivo La Guaira de Venezuela, Club General Díaz del Paraguay, a E. C. Vitória de Brasil en los octavos, a la Universidad César Vallejo del Perú en cuartos y a São Paulo F. C. de Brasil en semifinales, para llegar a la final y enfrentarse a River Plate de la Argentina. Nacional perdió su segunda final de Copa Sudamericana luego de empatar 1-1 de local y perder 2-0 en Argentina.

#### Segundo Subtítulo consecutivo en la Superliga
El inicio del 2015 no fue el más esperado, Atlético Nacional volvió a perder la final de la Superliga, esta vez contra Independiente Santa Fe. El partido de ida terminó a favor de Nacional 2-1 y en el partido de vuelta cayó 2-0 quedando subcampeón por segunda vez consecutiva al perder 3-2 en el global.
En el Torneo Apertura el club realizó una campaña muy irregular, logró clasificar a cuartos de final, pero fue eliminado por el Deportivo Cali al perder 4-3 en el global. El 26 de mayo se confirmó la salida del técnico Juan Carlos Osorio, se fue de Nacional con 3 Ligas, 2 Copas y 1 Superliga de Colombia, siendo, junto a Reinaldo Rueda, el más ganador en la historia del club.

## Reinaldo Rueda y cosecha de títulos (2015-2017)

### Decimoquinta estrella
Luego de la salida del profesor Juan Carlos Osorio, Reinaldo Rueda tomó las riendas del equipo, aunque el club fue eliminado de la Copa Colombia en octavos de final por el Junior, el equipo realizó una excelente campaña en el torneo finalización; terminó como primero en la fase de todos contra todos con 45 puntos, superando el récord del fútbol colombiano de 42 que poseía el América de Cali; en los cuartos de final superó al Deportivo Cali al vencerlo 3-1 en el global, tomándose revancha del torneo apertura, la semifinal estuvo a cargo del Clásico paisa, donde salió vencedor Nacional al vencer al DIM 2-1 en el global, el 16 de diciembre se jugó la final de ida en el Estadio Metropolitano de Barranquilla, el Junior derrotó al Verde 2-1, el 20 de diciembre se jugó el partido de vuelta en el Estadio Atanasio Girardot de Medellín, luego del pitazo inicial, sólo tuvieron que pasar 30 segundos para que Marlos Moreno abriera el marcador a favor de Atlético Nacional y empatar la serie 2-2; el partido terminó empatado en el global, por lo que se tuvo que definir el título desde el punto penal, igual que en las anteriores finales contra Junior (2004 y 2014). Nacional derrotó a Junior 3-2, se consagró campeón del fútbol colombiano y logró su estrella número 15 convirtiéndose en el más ganador de la Categoría Primera A.

### Temporada 2016: La mejor de la historia

#### Segunda Superliga
En el inicio de la temporada 2016 Atlético Nacional se coronó por segunda vez campeón de la Superliga de Colombia, su rival fue el Deportivo Cali, ganador del torneo apertura 2015. El partido de ida se jugó el 23 de enero de 2016 en el Estadio «Palmaseca», Nacional como visitante derrotó al local 2-0 con un doblete de Jonathan Copete.
El partido de vuelta se jugó en el 27 de enero de 2016 en el Atanasio, recién iniciado el juego al minuto 4 Nacional abrió la cuenta con gol de cabeza de Macnelly Torres, luego vinieron otros dos goles por parte de Sebastián Pérez y Luis Carlos Ruiz, el partido terminó 3-0 a favor y 5-0 en el global, logrando su título número 24 en su historia y tomádose revancha de la Superliga de 2014.
En el torneo apertura el club logró el puesto 2 al final de la fase de todos contra todos, a pesar de haber jugado en la mayoría de partidos con nóminas alternas, ya que el primer equipo disputaba la Copa Libertadores. El torneo apertura continuó disputándose a la vez que la Copa América Centenario y en la fase de eliminación directa, Nacional tuvo que jugar sin 6 de sus jugadores titulares que estaban convocados en la Selección Colombia y selección de Venezuela, en el caso de Alejandro Guerra. Nacional quedó eliminado en las semifinales al enfrentar al Junior de Barranquilla y perder 2-4 en penales.

#### Segunda Copa Libertadores
El título del torneo finalización de 2015, le dio a Atlético Nacional el pase a la Copa Libertadores 2016. El club ocupó el grupo 4 con C. A. Peñarol, Sporting Cristal y C. A. Huracán. El 23 de febrero el club jugó su primer partido contra C. A. Huracán de Argentina, en condición de visitante, el partido terminó a favor 2-0 con goles Marlos Moreno y Orlando Berrío. La segunda fecha, en el estadio Atanasio Girardot, contra Sporting Cristal, terminó en goleada a favor 3-0 con goles de Davinson Sánchez, Jonathan Copete y Marlos Moreno, la tercera fecha fue contra C. A. Peñarol, de nuevo de local, el partido terminó a favor 2-0 con goles de Daniel Bocanegra y Marlos Moreno, cerrando así la primera vuelta de la fase de grupos. El 15 de marzo Nacional visitó a Peñarol en Montevideo, el partido terminó 4-0 a favor con goles de Jonathan Copete, Daniel Bocanegra, Orlando Berrío y Luis Carlos Ruiz, la quinta fecha, contra Sporting Cristal, en Perú, terminó 1-0 con gol de penal de Víctor Ibarbo, la sexta y última fecha contra C. A. Huracán, terminó 0-0. El equipo fue el mejor primero de la competición, terminando así la mejor fase de grupos de Copa Libertadores en toda la historia de Nacional.
En los octavos de final tuvo que enfrentarse con el peor segundo del torneo, que resultó ser C. A. Huracán. El 26 de abril se jugó el partido de ida, en Argentina, el partido terminó 0-0. El 3 de mayo se jugó en Medellín el partido de vuelta, quedando 4-2 a favor de Nacional con goles de Víctor Ibarbo, Jonathan Copete y doblete de Alejandro Guerra, para el equipo argentino descontó Cristian Espinoza, fue el primer gol que recibió Franco Armani en la copa, el segundo gol fue una volea del delantero Ramón Ábila.
En cuartos, su rival fue Rosario Central, que venía de eliminar a Grêmio de Brasil. El 12 de mayo se jugó el partido de ida en el Gigante de Arrollito, el partido terminó 1-0 en contra, el gol fue de Walter Montoya, que aprovechó que Armani estaba adelantado y remató de media distancia, a pesar del gol, Armani tuvo una actuación crucial, al despejar 3 remates de gol consecutivos, goles que hubiesen podido marcar el destino del club en el torneo, este fue el primer y único partido perdido de Nacional en la copa. El 19 de mayo se jugó el partido de vuelta en el Atanasio Girardot, a tan sólo 7 minutos de iniciado el compromiso, el árbitro uruguayo Daniel Fedorczuk pitó un penal a favor de Rosario Central, luego de que Jonathan Copete tocara el balón con la mano tratando de despejar, Marco Ruben anotó el gol que puso la serie 0-2 en contra, obligando a Nacional a hacer 3 goles para pasar a la siguiente fase; antes de terminar el primer tiempo, al minuto 45+1, Macnelly Torres marcó el 1-1 (1-2 en el global). A los 50 minutos el defensor de Rosario Central, Alejandro Donatti, pifió un despeje dejándole el balón a Marlos Moreno que le dio un pase a Alejandro Guerra para marcar el 2-1 y poner más cerca a Nacional de lograr la remontada. Después de terminados los 90 minutos, Andrés Ibargüen, luego de una jugada individual, centró el balón para que Orlando Berrío marcara el 3-1 a favor, dándole la clasificación a Nacional a las semifinales; Berrío le celebró el gol en la cara al arquero Sebastián Sosa, lo que generó una pelea en la cancha de todos lo jugadores de Rosario Central y la expulsión de Orlando Berrío para Nacional y Damián Musto para el equipo visitante.
Luego de terminados los cuartos de final, el torneo tuvo receso para  la realización de la Copa América Centenario. En julio se reanudó el torneo y habían salido de la nómina de Nacional los jugadores Jonathan Copete y Víctor Ibarbo, que fueron remplazados por Miguel Borja y el argentino Ezequiel Rescaldani; Franco Armani renovó el contrato con el club por tres años más, luego de varios rumores de su partida a River Plate de Argentina. El 6 de julio se jugó en el Estadio «Morumbí» el partido de ida de las semifinales contra el São Paulo F. C.; en un debut soñado, Miguel Borja anotó dos goles que le dieron la victoria a Nacional en suelo brasilero. El 13 de julio se jugó el partido de vuelta en Medellín, a los 8 minutos, el argentino Jonathan Calleri anotó un gol para São Paulo, dejando la serie 2-1, pero a los 15 minutos Miguel Borja marcó su tercer gol en el club y el empate parcial para Nacional; en el segundo tiempo, en el minuto 76, hubo una mano dentro del área del defensor Carlinhos, provocando penal a favor de Nacional, la falta fue cobrada por el mismo Borja, marcando su cuarto gol en la Copa Libertadores en tan sólo 2 partidos y convirtiéndose en el goleador del club en la competición. De esta forma el club se clasificó a su tercer final de Copa Libertadores, después de 21 años.
Atlético Nacional disputó su tercera final de Copa Libertadores contra el equipo revelación del torneo, Independiente del Valle de Ecuador, que llegaba de eliminar a River Plate, Pumas UNAM y Boca Juniors. El 20 de julio se jugó el partido de ida en el estadio Olímpico Atahualpa, con unos 4 000 hinchas visitantes de Nacional que llenaron la tribuna norte del estadio. Al minuto 36 Orlando Berrío aguantando a la defensa ecuatoriana logró sacar un remate de fuera del área para marcar el 0-1, el partido se mantuvo a favor de Nacional hasta el minuto 88, luego de un tiro libre que fue al área de Armani, pero el portero argentino no logró atrapar el balón y luego de varios revotes Arturo Mina marcó el empate para los ecuatorianos. El 27 de julio se jugó el partido de vuelta en Medellín. En el minuto 0, Miguel Borja tuvo la primera opción de abrir el marcador, pero terminó mandando el balón por arriba de arco, en el minuto 9 Macnelly Torres cobró un tiro libre donde el balón pegó en el palo izquierdo del arquero, el rebote le quedó a Borja y marcó el 1-0; con este resultado terminó el juego y la serie 2-1 coronándose Atlético Nacional campeón de la Copa Libertadores de América por segunda vez en su historia, clasificando al Mundial de Clubes y a la Recopa Sudamericana.

#### Tercera Copa Colombia
Después del título de la Copa Libertadores, Nacional inició su participación en la Copa Colombia. Al haber clasificado a la Libertadores, inició desde los octavos de final, aunque tuvo que cerrar todas las llaves de visitante. Su primer rival fue Real Cartagena, el primer juego terminó en contra 1-2 y en Cartagena Nacional lo dio vuelta con un 0-2 a favor. En los cuartos enfrentó al club Patriotas de Boyacá; el juego de ida, en Medellín, lo ganó Nacional golearlo 3-0 y en la vuelta el club cayó por 1-2, pero el global quedó a favor 4-2. Santa Fe fue el rival de las semifinales, el partido de ida quedó igualado 1-1 y el juego de vuelta lo ganó Nacional por 4-1, clasificando a la final del torneo contra el Junior de Barranquilla. El partido de ida terminó a favor 2-1 con goles de Ezequiel Rescaldani y Juan Pablo Nieto, el juego de vuelta, en Barranquilla quedó 0-1 a favor con gol de Andrés Felipe Ibargüen. Atlético Nacional obtuvo su tercer título y terminó como el más veces campeón de la Copa Colombia.

#### Tercer subtítulo en Copa Sudamericana
Luego de la obtención de la Copa Libertadores, el club inició su participación en la Copa Sudamericana. Su primer rival, en la primera fase, fue el Deportivo Municipal del Perú, al cual derrotó con relativa facilidad 0-5 y en condición de visitante, el partido de vuelta en Medellín terminó a favor 1-0. En la segunda fase se enfrentó contra el club Boliviano Bolívar, el partido de ida fue en La Paz y el juego terminó empatado 1-1, el juego de vuelta, quedó a favor de Nacional 1-0. En lo octavos de final Nacional se enfrentó con el club paraguayo Sol de América, el partido de ida terminó empatado 1-1 y la vuelta a favor 2-0. En los cuartos de final el rival fue el club brasileño Coritiba, el partido de ida, jugado en Brasil, terminó 1-1 y la vuelta 3-1 con triplete del goleador Miguel Borja. En las semifinales enfrentó al club Cerro Porteño de Paraguay; el partido de ida, nuevamente e igual que las últimas tres llaves, terminó empatado a 1-1, el juego de vuelta terminó sin goles y Nacional clasificó a la final por medio de la regla del gol de visitante. El partido de ida de la final, programado para el 30 de noviembre, nunca pudo ser jugado debido al accidente sufrido por el rival brasileño Chapecoense donde se perdió prácticamente todo el plantel. Por su parte, Atlético Nacional solicitó a la Conmebol que el título le sea otorgado, de manera honorífica, al club brasileño. Debido al inesperado suceso, el día que se jugaría la final en el estadio Atanasio Girardot, el club, hinchas, Ejército Nacional, Alcaldía de Medellín, Gobernación de Antioquia y algunos asistentes de la ciudad de Chapecó rindieron un homenaje a las víctimas. Atlético Nacional solicitó formalmente a la Conmebol que el título de la Copa Sudamericana fuese entregado honoríficamente a al club Chapecoense, lo que aprobó la Conmebol días después. En el plano futbolístico, Nacional fue el segundo equipo, en llegar a las dos finales más importantes de Sudamérica en una misma temporada, terminó invicto y con Miguel Borja como goleador del torneo, junto con el paraguayo Cecilio Domínguez, cada uno con 6 goles. Posteriormente, el club fue galardonado con el Premio del Centenario Conmebol al Fair Play y con la Cruz y Medalla al Mérito Deportivo por la presidencia de Brasil.
En el torneo finalización, el club tuvo una notable actuación al terminar primero en la fase de todos contra todos y llegar hasta las semifinales del torneo en los cuartos de final en el partido de ida cayeron 2-1 en Bogotá ante [[Millonarios Fútbol Club|Millonarios]] con equipo alterno y un arbitraje polémico que le dio el triunfo a los azules, el 3 de diciembre Atlético Nacional hizo un homenaje a Chapecoense dedicando el triunfo derrotado con la nómina mixta 3-0 contra Millonarios, teniendo en cuenta que esta vez, igual que el torneo apertura, tuvo que competir con jugadores alternos, ya que el primer equipo disputaba la Copa Sudamericana y posteriormente, el Mundial de Clubes. Nacional quedó eliminado al caer 5-1 en el global contra Santa Fe.
El 14 de diciembre en Osaka, el club debutó en la Copa Mundial de Clubes contra el club japonés Kashima Antlers. En este partido se presentó por primera vez el uso del árbitro asistente de video (VAR) para determinar una jugada dudosa, al cobrar un penal a favor del Kashima, que generó polémica en la prensa por el tiempo transcurrido antes de que el árbitro tomara la decisión. Nacional tuvo poca eficacia y el partido terminó en contra 0-3. El partido por el tercer lugar se jugó en Yokohama contra el Club América de México, el juego terminó empatado 2-2 y Nacional logró la victoria desde el punto penal consiguiendo de esta manera el tercer lugar del torneo.
Al final del año el club aportó seis jugadores al Once Ideal de América del diario El país de Uruguay, Reinaldo Rueda fue elegido como el Mejor Director Técnico del año y Miguel Borja como el Mejor jugador del año terminando, hasta ahora, la mejor temporada en toda la historia de Atlético Nacional.

### La Recopa
En abril, el club inició su partición en la Recopa Sudamericana, torneo que enfrenta a los campeones de la Copa Libertadores y Copa Sudamericana. El rival fue Chapecoense, equipo con el que por fin se pudo enfrentar en la cancha. La serie fue iniciada en Brasil, cabe destacar que el plantel de Nacional fue recibido allí como héroe por su solidaridad mostrada al equipo brasileño luego de su incidente. El partido terminó en contra 2-1, para Nacional descontó Macnelly Torres. El 10 de mayo se disputó el juego de vuelta en Medellín; el partido terminó a favor 4-1 con goles de Dayro Moreno y Andrés Ibargüen, ambos, de a doblete. La serie terminó 5-3 a favor y Atlético Nacional levantó su séptimo título internacional.

### Decimosexta estrella
En 2017 el club inició su participación en el apertura dirigido por Reinaldo Rueda. Al final de la fase de todos contra todos, Nacional terminó primero y enfrentó a Jaguares en los octavos de final, al cual derrotó 6-3 en el global. En las semifinales el rival fue Millonarios; el partido de ida, en Bogotá, terminó sin goles; el juego de vuelta llegó a los 90 minutos sin goles y Dayro Moreno aprovechó un rebote en el travesaño de Vikonis y marcó el gol de la clasificación a la final. La última llave la disputó con el Deportivo Cali, el partido de ida, en el «Palmaseca» terminó en contra 2-0; en Medellín el club lo dio vuelta 5-1 con goles de Macnelly Torres, Mateus Uribe, Andrés Ibargüen, Rodin Quiñónes y Dayro Moreno de penalti. El global terminó 5-3 y Nacional obtuvo su estrella número 16; el club continuó siento el Más veces Campeón por delante de Millonarios con 15. Con este título el profesor Reinaldo Rueda igualó a Juan Carlos Osorio como técnico con más títulos conseguidos en Atlético Nacional, ambos con 6.

## Partida de Rueda - Actualidad (2018-)
Luego de terminado el partido de la final del torneo apertura, contra el Deportivo Cali, el profesor Reinaldo Rueda, confirmó que no continuaría más en la dirigencia del club y que «Hay un ciclo cumplido». El 21 de junio fue presentado Juan Manuel Lillo como nuevo técnico de Nacional. El técnico español dirigió los campeonatos del segundo semestre, el Torneo finalización y la Copa Colombia. En la copa el club terminó eliminado en Cuartos de final contra Patriotas; la eliminación causó molestia en la hincha por haber sido superado por un club chico. En el finalización, Nacional terminó tercero en la fase de todos contra todos; el los cuartos de final, enfrentó al Deportes Tolima y fue eliminado al empatar 2-2 en el global y caer 3-1 desde el punto penal. La derrota ante el equipo tolimense desató una protesta de la hinchada a las afueras del estadio Atanasio Girardot pidiendo la salida del entrenador español por los malos resultados en el torneo y la Copa; mientras que en la rueda de prensa, después del partido contra Tolima, los dirigentes, jugadores y personal de Atlético Nacional hicieron presencia y respaldaron el proceso de Lillo; Sin embargo, el 5 de diciembre, dos días después de la eliminación del club en la liga, el español renunció al cargo. El 19 de diciembre el argentino Jorge Almirón asumió la dirigencia de Atlético Nacional. Después paso tiempo y contrataron a diferentes directores técnicos, y dio con la llegada de Efraín Juárez, nuevo DT de Nacional que lo llevo en el segundo semestre del año 2024, tanto en Liga Betplay-II, como en la Copa Betplay 2024, enfrentándose en finales con América de Cali, por Copa y por Liga a Deportes Tolima, teniendo grandes jugadores en su plantilla como Pablo Ceppelini, David Ospina, William Tesillo, Alfredo Morelos, Edwin Cardona, y grandes promesas del fútbol Colombiano como Andrés Román, y el joven Marino Hinestroza, con un equipo sólido y volviendo a su historia con fútbol moderno y con "perrenque" y "jerarquía", siendo un equipo sólido y fuerte no solo en el fútbol Colombiano, sino en el fútbol internacional.